# 戦国鍋TV 〜なんとなく歴史が学べる映像〜
『戦国鍋TV 〜なんとなく歴史が学べる映像〜』（せんごくなべテレビ なんとなくれきしがまなべるえいぞう）は、後述する共同制作局4局（いずれも独立局）で2010年4月から2012年9月まで放送されていたバラエティ番組である。本項目では、『戦国炒飯TV 〜なんとなく歴史が学べる映像〜』（せんごくチャーハンテレビ なんとなくれきしがまなべるえいぞう）についても記述する。

## 概要
テレビ神奈川（tvk。幹事局）、千葉テレビ放送（チバテレ）、テレビ埼玉（テレ玉）、サンテレビジョン（SUN-TV）の4局共同制作番組である。
「戦国時代」をテーマにし、これに現代の要素を加えてバラエティ仕立てとすることにより「楽しみながら歴史が学べる」ことをコンセプトとしている。
出演者は「特撮出身俳優」「舞台俳優」が多い。「事務所の大小関係なく実力主義」であると大月は述べている。なお、キャストは一部を除いて統一されている。
2010年12月31日（放送局により前後あり）に年末特番『大戦国鍋TV』が放送された。
TV番組放送にとどまらず、舞台公演や後述する「MUSIC TONIGHT」のライブも実施されている。
当初は2010年4月から2011年3月までの1年間の放送予定であったが、2011年4月以降も放送が継続された。この間、放送1年で系列局関係なく20局に拡大し（ネット局参照）、内容も戦国時代から江戸時代まで範囲が拡大された。
2011年9月、当初の予定より半年延長して番組は一度終了。その後2011年10月-2012年3月にかけての充電期間は、後番組として同じくtvkほか4局共同制作で、「徳川15代将軍」や「ホトきんトリオ」で出演していた滝口幸広が主演のテレビドラマ『戦国★男士』が放送された。また、当番組のスタッフが制作を行い、ウルトラシリーズの怪獣を当番組風に仕立てた新たなバラエティ番組『ウルトラゾーン』が、4局に名古屋テレビ放送を加えた5局共同制作番組として放送された（こちらにはコントパートに山崎樹範、津田寛治、石井智也等が出演）。この間に、2011年12月30日（放送局により前後あり）にも、年末特番『初めての人も安心の戦国鍋TVスペシャル 〜なんとなく歴史が学べる映像　ミュージックトゥナイト未公開映像 多めの陣〜』が放送された。
キー局では放送終了後も再放送が行われていたが、2012年4月より新シリーズ（本稿では「第2期」と記載）が共同制作4局で放送開始した。新シリーズでは戦国時代だけではなく「江戸時代から幕末までを網羅し、場合によっては、戦国時代以前の室町時代・鎌倉時代のネタ」を盛り込むと告知されていたが、実際には戦国時代から幕末までが扱われていた。2012年9月に新シリーズも終了し、10月からは後番組として幕末を扱う新たなバラエティ番組『TV・局中法度!』が放送される。
第1期、第2期ともに、最終回の最後は2011年7月24日のアナログ放送終了ブルーバック画面のパロディで終了した。
なおスタッフが再結集して製作される『世界史ちゃんTV 〜何となく歴史が学べるVTR〜』が、2014年12月にNHK BSプレミアムにて放送された（全2回）。
2020年3月に公式twitterにおいて、7月から『戦国炒飯TV 〜なんとなく歴史が学べる映像〜』として新たにスタートすることが発表されたがCovid-19の感染拡大に伴い、同年8月に延期することが発表し7月中は傑作選として放送することが決定した。
2024年現在、千葉テレビ放送ではメインチャンネルの金曜から日曜の25:30から（金曜のみ不定期で別番組を放送）、サブチャンネル（『チバミライチャンネル』枠内）の平日13:00から、それぞれ別々にリピート放送されている。

## 主なコーナーと出演者（第1期・第2期共通）
両シーズン共に「MUSIC TONIGHT」、「戦国武将がよく来るキャバクラ」、「戦国ロボ」が放送されている。

### MUSIC TONIGHT
歌謡コーナー。歴史上の人物をモデルとしたアイドルが登場する。作詞は全曲安部裕之、作曲は奥村愛子（「ミスターのお手つきJumpin'」を除く全曲）とカンケ、編曲は安部潤（「シマバラン伝説」「ミスターのお手つきJumpin'」以外全て）とカンケ。
登場するアイドルは、『MUSIC TONIGHT』内の「MONTHLY PICKUP（マンスリーピックアップ）」のコーナーに登場するゲストとして出演する（「時代劇少女 奥カラ」は「もうすぐマンスリーピックアップ」のコーナーで登場）。また歌う前のトークコーナーでは、キャストがその人物に成りきり、史実に基づいた出来事や逸話に沿った形で会話が展開される。また、史実に沿った形で時折トラブルや仲間割れなどが起こることもある。
2011年3月23日、「信長と蘭丸（敦盛2011）」までの7グループを収めたCD『戦国鍋TVミュージック・トゥナイト〜なんとなく歴史が学べるCD〜』が発売された。また、2012年3月28日には第1期（「ホトきんトリオ」まで）で歌われた楽曲を収めたCD『戦国鍋TVミュージック・トゥナイト スペシャル』上・下巻が発売された。
出演期間・時期等は、すべてtvk（第2期はtvk・チバテレ同時ネット）での放送日を基準として記載する。出演者は、TVでの出演者を記載している（前述のライブの場合、メンバーを変更しているケースがある）。

#### MC
- うしろシティ（全て出演）
- 前田真里（第1期の2010年4月から2011年3月まで、第2期の2012年4月から8月4日まで）
- 青柳愛（第1期の2011年4月から9月まで）
- 栗林さみ（第2期の2012年8月18日から9月22日まで）[4]

#### SHICHIHON槍
2010年4月 - 7月に登場。賤ヶ岳の戦いにおいて功名をあげた、豊臣秀吉プロデュースによる男性アイドルユニット。元ネタは光GENJI(漢字一文字とアルファベット大文字)。
曲名は「シズガタケの七本槍」。元ネタはガラスの十代(カタカナからの漢数字)。最終日の収録終了後に平野がメンバー間の不仲を暴露し空中分解。
戦国炒飯TVにて、未出演のアーティストとして17枚目のシングル「解散していい頃」が出ている。
1回目のライブの時に「シズガタケの七本槍アコースティックver.」が披露された。
| - 福島正則：相葉弘樹 - 加藤清正：平方元基 - 加藤嘉明：村井良大 | - 脇坂安治：五十嵐麻朝 - 平野長泰：矢崎広 | - 糟屋武則：氏家拓朗 - 片桐且元：中村龍介 |

#### 天正遣欧少年使節
2010年7月 - 10月に登場。九州のキリシタン大名がプロデュースする4人組の男性アイドルユニット。曲名は「GO!天正遣欧少年使節」。コンセプトは「ヨーロッパで大ヒットしたアイドルが堂々の凱旋」。
SHICHIHON槍第一話に未出演のアーティストとして「今夜はバテレン」が出ている。
公開収録中に突然「解散宣言」し、その後4人は数奇な運命を辿ったという。
- 伊東マンショ：相葉弘樹
- 千々石ミゲル：村井良大
- 原マルチノ：菊田大輔
- 中浦ジュリアン：井深克彦

#### 兵衛'z
2010年10月 - 12月に登場。読み方は「べえず」。元ネタは両兵衛とB'z。SHICHIHON槍と同じく豊臣秀吉プロデュースのユニットでロックデュオ。半兵衛の洋服の背中部分と官兵衛のギターに豊臣家の家紋である桐紋が入っている。官兵衛は黒田二十四騎と黒田八虎のプロデューサーとしても活動中。曲名は「ベー・アンベシャス」。
- 竹中半兵衛：相葉弘樹
- 黒田官兵衛：寿里

#### 浅井三姉妹
戦国鍋企画のアイドルユニット。曲名は「アザイズム」。元ネタはPerfumeの『ポリリズム』。「AZAI（浅井）」の「A」「Z」「I」の文字とったチーム制。映像は観客の感想コメントをかぶせて放送する「戦国動画」。「戦国動画」の演出がないバージョンが、チバテレのみ後述する「戦国鍋TV天気予報」で見ることができた。出演者は、2010年10月当時に共同制作4局のいずれかの番組にメインで出演しており、括弧内は当時の代表的な出演番組（出演曜日も当時の曜日を記載）。
浅井三姉妹（第1期）
- チームA
  - 茶々：江川曜子（『キックオフ!!F・マリノス』の司会〈テレビ神奈川〉）
  - 初：藤原茉央（『ビッグフィッシング』〈サンテレビジョン〉）
  - 江：河村和奈（『朝まるJUST』の木・金キャスター〈千葉テレビ放送〉）

- チームZ
  - 茶々：植村智子（『かながわ旬菜ナビ』の旬菜キャッチャー〈テレビ神奈川〉）
  - 初：田代沙織（『浅草お茶の間寄席』の案内役〈千葉テレビ放送〉）
  - 江：佐藤弥生（『Ole! アルディージャ』のアシスタント〈テレビ埼玉〉）

- チームI
  - 茶々：野上マヤ（『ひるカフェ』〈サンテレビジョン〉）
  - 初：大住真梨子（『ずばり!横濱』のリポーター〈テレビ神奈川〉）
  - 江：川崎希（『LOVEかわさき』のリポーター〈テレビ神奈川〉）

浅井三姉妹（第2期）
番組が2年目に突入したのに伴い、2011年4月4日に第2期メンバー9人が発表された。前期同様、2011年4月当時に共同制作4局のいずれかの番組に出演している女性タレント・アナウンサーを選出。曲名は「アザイドロップ」。元ネタはPerfumeの『ビタミンドロップ』。「戦国動画」の演出も前期同様である。こちらも「戦国動画」の演出がないバージョンが、チバテレのみ「戦国鍋TV天気予報」で見ることができた。
- チームA2
  - 茶々：河村和奈（『CLOCK15』のナビゲーター〈千葉テレビ放送〉） ※第1期からの続投
  - 初：高島裕子（『ひるカフェ』〈サンテレビジョン〉）
  - 江：川崎希 ※第1期からの続投

- チームZ2
  - 茶々：桐島瑞希（『ごごたま』のレポーター〈テレビ埼玉〉）
  - 初：大住真梨子 ※第1期からの続投
  - 江：知念沙也樺（『ハピはぴ・モーニング〜ハピモ〜』の木・金MC〈千葉テレビ放送〉）

- チームI2
  - 茶々：小林咲夏（テレビ神奈川アナウンサー）
  - 初：未莉（『ハピはぴ・モーニング〜ハピモ〜』の月・火MC〈千葉テレビ放送〉）
  - 江：佐藤弥生 ※第1期からの続投

#### 堺衆
堺の商人たちのセルフプロデュースで誕生した商人アイドルユニット。曲名は「エブリディ儲かんでぃ!」。元ネタはSMAPの『Hey Hey おおきに毎度あり』。トレードマークは算盤と大福帳。全ての事を金に結びつける。「まいど!」「ぼちぼちでんな」が口癖。
| - 津田宗及：村井良大 - 呂宋助左衛門：兼崎健太郎 | - 松江隆仙：平田裕一郎 - 今井宗久：三上俊 | - 小西隆佐：中山優貴 - 茜屋宗佐：井深克彦 |

#### 利休七哲
千利休がプロデュースした、利休の弟子によるバンドユニット。元ネタはチェッカーズの『涙のリクエスト』。曲名は「たぶん利休七哲」。チェック柄の衣装をまとったポップスグループ。ただし楽器はエア演奏。お茶にうるさく、常に「わび・さび」を気にしている。
| - 細川忠興（メインボーカル）：平野良 - 蒲生氏郷（コーラス&タンバリン）：長谷部恵介 - 芝山監物（コーラス&タンバリン）：山崎将平 - 牧村利貞（ギター）：小谷昌太郎 | - 高山右近（ベース）：菊田大輔 - 瀬田掃部（サックス）：東谷篤門 - 古田織部（ドラム）：杉浦太雄 |

#### 信長と蘭丸
織田信長プロデュースのアイドルユニット。曲名は「敦盛2011」と「敦盛2013」。元ネタはそれぞれ修二と彰の『青春アミーゴ』と、KinKi Kidsの『硝子の少年』。サビの歌詞の一部に「敦盛」を引用している。
信長と蘭丸が使用するマイクには薄濃（箔濃）を彷彿させる「金のドクロ」が装飾されている。マネージャーは明智光秀。隔週で小姓も登場する。
どっきり企画にて信長の携帯に他の小姓（バックダンサー）の名前があった事が判明。そのせいで蘭丸の不興を買い、解散の危機に陥ったが無事に和解した。
また、喧嘩中の放送では、トークコーナーに蘭丸が登場しなかったり、歌唱中にも必死に蘭丸の様子を気にする信長が観る事が出来る。
- 織田信長：村井良大
- 蘭丸：鈴木拡樹

#### 徳川15代将軍
「家康徳川の統べりたい話」のレギュラーメンバー15名によるアイドルユニット。曲名は「BAKUFUって統べろう!」で、元ネタは『WAになっておどろう』。
キャストは「家康徳川の統べりたい話」と同一。

#### ももいろゴタイロー
豊臣秀吉のプロデュースアイドルユニット。元ネタは五大老とももいろクローバーZ（以下、ももクロ）。ももクロが「週末ヒロイン」を名乗っているのに対し、こちらは「合議制アイドル」を名乗る。それぞれがイメージカラーの扇子を持っている。曲名は「ガギグゲゴタイロー」。ももクロ自体が、本家の五大老の史実と同様にメンバーが6人から5人に変更された経緯（小早川隆景の死亡）がある。出演終了が近づくとゲスト降板を渋っていたが、うしろシティの耳打ちで次回のゲストが下記の「ホトきんトリオ」出演と聞き、恐れて出演しなくなった。ちなみに、この番組及びももクロ双方とも、エグゼクティブ･プロデューサーが同じ大月俊倫氏である。
- 徳川家康：井深克彦
- 前田利家：植田圭輔
- 毛利輝元：服部翼
- 宇喜多秀家：小池亮介
- 上杉景勝：央川奈知

#### ホトきんトリオ
第1期最後のユニット。
元ネタはイモ欽トリオ。戦国時代の三英傑である織田信長、豊臣秀吉、徳川家康がユニットを組んだ。普通（信長）、インテリ（秀吉）、不良（家康）になっている。曲名は「ボクに取られてみまTENCA?」。三人の性格を風刺した狂歌である「ホトトギスの句」にちなみ、マイクに「ホトトギス」の装飾が施されている。これまでプロデューサーとして「SHICHIHON槍」や「兵衛'z」、「ももいろゴタイロー」などのユニットをプロデュースしていた豊臣秀吉にとっては初めての歌手としての出演である。
- 織田信長：平方元基
- 豊臣秀吉：滝口幸広
- 徳川家康：寿里

#### AKR四十七
第2期最初のユニットで、2012年4月 - 6月に登場。
元ネタは赤穂四十七士（AKou Roushi）とAKB48。ブレザーには討ち入りの陣太鼓があしらわれていて、ネクタイには「播州赤穂浪士」の文字が入っている。曲名は「討ちたいんだ」。元ネタはAKB48の「会いたかった」
未出演のアーティストとして1stシングルの「討ちたかった」と「黒小袖と頭巾」が出ている。討ちたかったでは、討ちたいんだと歌詞，メロディ，編曲もほぼ同じである。黒小袖と頭巾は討ち入りの格好について歌っている。
名前のとおりメンバーは47人いるが、「MUSIC TONIGNT」のトークコーナーに出演しているのは「メディア討ち入り選抜メンバー」の7人であり、歌を披露しているのも「メディア討ち入り選抜メンバー」に6人を加えた13人である。
しかし、後述の赤レンガパークで行ったライブでは4人の選抜メンバーが追加された。
同じく、赤れんがパークにライブで新たに、「ゲンロク・アコージケン」が披露された。元ネタは「ヘビー・ローテーション」
初めからいる7人は「カミセブン」（浅野内匠頭のかみである。）と呼ばれ、あとから追加された4人はポーカーで決めたため、「ポーカー選抜」と呼ばれてる。6回目から8回目（最後）の出演で、AKR四十七のライバルユニットである「KRA八十九」のセンターである吉良上野介が参加し、「AKR四十七 フィーチャリング 吉良」として披露された。なお、「KRA八十九」の「KRA」は吉良（KiRA）で、「八十九」は、吉良の家来が八十九人いたことに由来する。
【AKR四十七 メディア討ち入り選抜メンバー】
| - 大石内蔵助：村井良大 - 原惣右衛門：井深克彦 - 大石主税：前山剛久 - 奥田重盛：植田圭輔 | - 片岡源五右衛門：福本有希 - 岡野金右衛門：小谷昌太郎 - 不破正種：服部翼 - 吉田兼亮：加藤真央 | - 堀部安兵衛：間宮祥太朗 - 大高源吾：前田公輝 - 間光興：小池亮介 |

【KRA八十九】
- 吉良上野介：鈴木拡樹

#### 幕×JAPAN（幕BATSUJAPAN）
2012年6月-8月に登場。幕末に討幕運動で活躍した5人の武士がユニットを組んだ。曲名は「錦」（鳥羽・伏見の戦いで掲げた錦の御旗に由来）。元ネタはX JAPAN。『MUSIC TONIGHT』「マンスリーピックアップ」初のビジュアル系バンドであるが、本人たちはビジュアル系バンドと呼ばれることを嫌っている。
元々、大久保と西郷は小松帯刀らと共に「サツマ・ハン・シエル」、桂と高杉は「サイコ・ル・チョウシュウ」というバンドで活動していたが、ソロのドラマーとして活動していた坂本が引き合わせて（薩長同盟に由来）、「幕×JAPAN」が結成されたとのこと。
6回目からの出演からは、タイトルを「Endless錦」として、「錦」のロングバージョンが披露されている。また、幕×JAPANへビデオメッセージで出演した武士もいて、そのうち勝海舟のVTRが公開されており、勝海舟もビジュアル系であった。
【幕×JAPAN】
- 大久保利通：矢崎広
- 坂本龍馬：寿里 - 激しい演奏のためか、出演する度に負傷箇所が増えていった
- 桂小五郎：前山剛久
- 高杉晋作：間宮祥太朗
- 西郷隆盛：中村龍介

【ビデオメッセージ出演】
- 勝海舟：井深克彦
- 吉田松陰 - サイコ・ル・チョウシュウの師匠でもある。VTRはオンエアーでは放送できないとのことで、幕×JAPANメンバー全員にDVDが手渡しされた。

#### 天草四郎と島原DE乱れ隊
第2期最後のユニット（後述の「時代劇少女 奥カラ」のほうが先に終了したため、こちらが最後となる）。
2012年8月 - 9月に登場。長崎県島原出身のアイドルグループ。少年隊風で、曲は「シマバラン伝説」（『デカメロン伝説』のパロディだが、曲調は『君だけに』、『仮面舞踏会』風）。
元々は「島原DE乱れ隊」として活動していたが、カリスマ性のある天草四郎をより引き立たせるため、広告代理店により「天草四郎と島原DE乱れ隊」に改称したとのこと。一方で大矢野・森の2名は天草の引き立て役に徹していて、極度のネガティブラーである。
- 天草四郎：相葉裕樹
- 大矢野松右衛門：村井良大
- 森宗意軒：加藤真央

#### 時代劇少女 奥カラ
2012年8月 - 9月に登場（3回だけ出演）。大奥の女中と側室からプロデューサーの春日局により選抜された7人により結成された、KARA風のダンス&ボーカルユニット。ただし大奥の住人が基本的に外出できないため、活動はすべて大奥の中で行われる。そのため、スタジオには登場せず、「もうすぐマンスリーピックアップ」のコーナーゲストとしてVTR出演の形をとっている。曲はミスター（将軍）への思いを綴った「ミスターのお手つきJumpin'」（『ミスター』および『ジャンピン』風）。「お手つき」とは、ミスターの指名を受けて一晩一緒に過ごすことである。
ここでは「浅井三姉妹」以来久々（番組第2期では初）となる「戦国動画」の演出がされている。なお、「戦国動画」の演出がないバージョンは放送されなかった。
- お楽の方：仙石みなみ - リーダー
  - 町で春日局にスカウトされユニットに入った。

- お万の方：佐藤綾乃 - バラエティ担当
  - ミスターにスカウトされユニットに入った。

- お伝の方：関根梓 - しっかり者担当
  - 元は桂昌院のマネージャーであったが、ミスターにスカウトされユニットに入った。

- 桂昌院：森咲樹 - 御意見番
  - 元は八百屋の娘。

- 月光院：新井愛瞳 - スキャンダル担当
- お美代の方：古川小夏 - 腹黒い担当
- 絵島：佐保明梨 - アンラッキー担当

アップアップガールズ（仮）のメンバー7人で演じている。実在するユニットが番組内のユニットを演じるのは初。

#### 未出演のアーティスト
出演アーティストの前後に紹介だけされたアーティスト、楽曲名。
| - 天正遣欧使節「今夜はバテレン」 - 竹中半兵衛＆黒田官兵衛「情熱的な恋するべ」 - 真田十勇士「さよなら夏の陣」 - 五奉行「さくらんぼ」 - 高山右近と島左近「からしレンコン」 - 竹中半兵衛＆黒田官兵衛「冬がはじまるべ」 - 毛利三兄弟「100万本の矢」 - ザ・根来衆「僧兵と呼ばないで」 - 三好三人衆「僕は1人じゃない」 - 武田四名臣「愛しあってる甲斐？」 - 村上水軍「瀬戸内オーシャン」 - 五奉行「年寄と呼ばないで」 - 高山右近と島左近「切り干し大根」 - 森蘭丸＆織田信長（信長と蘭丸）「雨の安土城」 - 伴天連ズ「ジパング」 - 武田四名臣「虹を見た甲斐」 - AKR47「討ちたかった」 - 松浦党「あー海開き」 - 三好三人衆「3人ぼっち」 - 島津四兄弟「ラーフルクリーナー」 - 浅井長政＆朝倉義景「挟み撃ち」 - 小豆坂七本槍「小豆坂の七本槍」 - 信長包囲網「輪になって攻めよう」 - 黒田八虎「時には虎のように」 - 名古屋山三郎と出雲阿国「カブイテル・ダンス」 - 毛利十八将「元気毛利モリ」 - 黒田二十四騎「俺たちの官兵衛」 - 武田二十四将「名前だけでも覚えて帰って下さい」 - 井原西鶴「好色一代男」 | - 杉田玄白と前野良沢「恋の解体新SHOW」 - 青木昆陽「スイートポテト」 - AKR47「黒小袖と頭巾」 - 真田十勇士「おっととっと夏の陣だぜ」 - 上杉景勝 feat. 直江兼続「愛、デカデカと」 - 三中老「僕たちのこと忘れないで」 - 戦国三梟雄「討ちたくて 討ちたくて」 - ヤン・ヨーステンとウィリアム・アダムス「難破船」 - 咸臨丸GT「蒸気上々↑」 - 戦国三代美女「中身だって見て欲しい」 - 豊臣秀吉 with 側室モンキーズ「TRY ME 〜私を試して〜」 - 奇兵隊「上から益次郎」 - 岩倉使節団「前略、舟の上より」 - 蘇我馬子「孫」 - 六歌仙「和歌れても好きな人」 - 運慶&快慶「その時、力士が動いた」 - 奥州藤原三代「ヒラ・ヒラ・ヒラ」 - 三筆「筆おろし」 - 六歌仙「君の気持ちが和歌らない」 - 玄白&良沢「あの鐘を鳴らすのはアナトミア」 - 山田長政「シャムおじさん」 - 赤報隊「年貢2分の1」 - 平賀源内「エレキテル、来てる」 - 稗田阿礼「君に幸アレー」 - 観阿弥&世阿弥「能バディ・能ズ」 - モース「私は貝塚になりたい」 - 白河&後白河上皇「院政はEZ」 - 熊襲ブラザーズ「タケルをあげる」 - 藤原道長「三日月」 |

### 戦国武将がよく来るキャバクラ
東京のとある繁華街にあるキャバクラ「GRAND CRU」。ここには「活躍の割には知名度が低い」武将がお忍びで来店するという。彼らはキャバ嬢・レイナに武功をアピールするが、彼女はそれもサラリと受け流してしまう。やがてレイナには別の客から指名がかかり席を離れ、代わりに勘定の受け取りに来たボーイや店長に延々と武勇伝を続ける…というのが基本パターンである。
第2期では、キャバクラに来てほしい戦国武将を視聴者から募集している。
- レイナ：麗奈
- ユイ：田野アサミ
- 指名客：竹井亮介（親族代表）
- ボーイ：高山猛久

- ゲストの武将

| - 第1回 長宗我部元親：山崎樹範 - 第2回 龍造寺隆信：竹財輝之助 - 第3回 北条氏康：斎藤工 - 第4回 黒田官兵衛：小林且弥 - 第5回 板部岡江雪斎：山崎樹範 - 第6回 斎藤道三：池田鉄洋 - 第7回 雑賀孫一：波岡一喜 - 第8回 小早川秀秋：永野宗典 - 第9回 松永久秀：加藤虎ノ介 - 第10回 大友宗麟：山崎樹範 - 第11回 高山右近：小西遼生 - 第12回 島左近：辻修 - 第13回 井伊直政：斎藤工 - 第14回 本多忠勝：忍成修吾 - 第15回 尼子経久：内田朝陽 - 第16回 足利義昭：村杉蝉之介 - 第17回 宇喜多秀家：載寧龍二 - 第18回 島津義久：徳山秀典 - 第19回 佐竹義重：松尾諭 - 第20回 毛利元就：渡辺哲 - 第21回 吉川元春：岩﨑大 | - 第22回 最上義光：本宮泰風 - 第23回 曲直瀬道三：ムロツヨシ - 第24回 滝川一益：竹財輝之助 - 第25回 仙石秀久：石垣佑磨 - 第26回 稲葉一鉄：加藤和樹 - 第27回 大内義隆：山崎樹範 - 第28回 九鬼嘉隆：津田寛治 - 第29回 山中幸盛：新納慎也 - 第30回 平手政秀：中原裕也、佐久間盛政：矢崎広 - 第31回 安国寺恵瓊：長江英和（第1期の最終回） - 第32回 真田昌幸：野間口徹（第2期の初回） - 第33回 森長可：津田寛治 - 第34回 可児才蔵：三上真史 - 第35回 渡辺勘兵衛：載寧龍二 - 第36回 塙団右衛門：山崎樹範 - 第37回 六角義賢：宮崎吐夢 - 第38回 北条綱成：平方元基 - 第39回 結城秀康：村井良大 - 第40回 木下勝俊：八十田勇一 - 第41回 織田信雄：浅利陽介 - 第42回 立花宗茂：相島一之（第2期の最終回） |

### 戦国ロボ
戦国武将を80年代のロボットアニメOP風に紹介。古いVTRを見ているかのような画質を再現。毎回歌詞こそ違うがメロディは同一。後述する「OICHI」にも解説として「戦国ロボ」風のアニメーションが使用されている。
イラスト：ニイルセン、作曲・唄：カンケ（第2シーズンより杉並児童合唱団が加わる）
- 第1回：機動太閤豊臣秀吉（『勇者ライディーン』や『ガッチャマン』『ダイオージャ』『ブライガー』風である）
- 第2回：改造将軍徳川家康（石ノ森章太郎を意識した『仮面ライダー』『サイボーグ009』風で、後半にナレーションが入る）
- 第3回：三国合体今川義元（『エヴァンゲリオン』風で始まり、『バクシンガー』『ゲッターロボ』『ダルタニアス』風でもある）
- 第4回：超電磁家老直江兼続（『キューティーハニー』『ダーティペア』風で、最後に「つくすわよ」のセリフが入る）
- 第5回：完全逆臣明智光秀（横山光輝の画風でアニメ黎明期の様な白黒になり「戦国アニメ劇場」と題がつく。『鉄人28号』などの横山作品風）
- 第6回：逆境突破伊達政宗（この回のみ本編がついた）
- 第7回：ニュータイプファイター上杉謙信（ここから第2シーズン放送分。メロディが一新された。）
- 第8回：維新創世記坂本龍馬（『コンバトラーV』や『エウレカセブン』『ゴライオン』風であり、曲に入る前に前回までのあらすじ風の映像が入り、曲の最後に『パトレイバー』風のタイトルロゴの後、サブタイトルまでのところで終わる。）

## 主なコーナーと出演者（第1期）

### AD伊能忠敬の日本一周　毎日｢戦国鍋TV｣を見る生活!
伊能忠敬に倣い、日本中を旅して、1週間どこかで放送されている『戦国鍋TV』を見るという使命を与えられたAD伊能忠敬。旅の資金は、1日500円の資金が与えられる。一昔前のドキュメントバラエティー（進め!電波少年）風に始まり、本編はとあるブログ旅風であり、ブログのアクセス数の2乗×3.14、つまり、π・アクセス数2（パイアクセス数2乗）円がボーナス支給というルールがある（実際にブログは無い）。また、万歩計10万歩ごとにサイコロを振って特別ボーナスが出る。しかし伊能が失踪したため放送は無期延期になった。
- ナレーション：佐藤アサト

### 戦国シアター 戦国被害者の会
天国にいる戦国武将に恨みを持つ武将（天使）がお互いに主君などの愚痴を言い合う。ヨーロッパ企画とのタイアップ。
| - 織田信秀：竹財輝之助 - 荒木村重：石田剛太 - 平手政秀：酒井善史 - 織田信勝：永野宗典 - 豊臣秀頼：角田貴史 | - 山本勘助：竹財輝之助 - 諸角豊後：石田剛太 - 武田信繁：酒井善史 - 原大隈：永野宗典 |

### 戦国ヤンキー 川中島学園
高校の不良グループの抗争を「川中島の戦い」に見立てたドラマ。タイトルロゴ、雰囲気等は『クローズZERO』によく似ている。全13回。
| - 上杉謙信：與真司郎 - 武田信玄：鈴之助 - 山本勘助：石井智也 | - 北条高広：八戸亮 - 真田幸隆：青山草太 - 今川義元：平塚真介 | - 足利義輝：嶋村太一 - 北条氏康：中村悠斗 - 教頭：政岡泰志 |

### 大坂ハイスクール 高校与太郎爆進ロード
豊臣秀頼が仕切る「大坂学園」と徳川家康が仕切る「江戸高校」の抗争を「大坂の陣」に見立てたドラマ。「戦国ヤンキー 川中島学園」が近年の不良ドラマを模しているのに対して、「シャバい、シブイ」と言い合う『ビー・バップ・ハイスクール』のような80年代のツッパリ（与太郎）映画に見立てて、フィルム撮影で制作している。
| - 徳川家康：小林且弥 - 井伊直孝：佐藤雄一 - 豊臣秀頼：平野良 - 淀殿：早織 | - 毛利勝永：青山草太 - 真田幸村：中村誠治郎 - 大野治長：吉田友一 | - 島津忠恒：バカリズム - 後藤又兵衛：五十嵐麻朝 - 伊達政宗：氏家拓朗 |

### 戦国ショッピング
戦国時代ゆかりの逸品を通販番組風に紹介。注文は「矢文」で受け付けることになっている（実際に販売はしない）。必ず体験者の声があり、効果の際の比較対象としてNo.1ホストが毎回出てくる。
- 男性MC：石井智也
- 女性MC：久野知美

### 戦国サポートセンター
合戦の最中、窮地に陥った武将がオペレーター（軍師）にアドバイスを受けて、これを乗り切ろうとする。順調に指名を増やす黒田と竹中。勘助は「ヤマカン」の語源にもなった独特の勘を駆使した戦術を用いる。
- 竹中半兵衛：山崎樹範
- 黒田官兵衛：大口兼悟
- 山本勘助：石井智也
- 片倉景綱：山本匠馬
- 千春 - 久野知美

戦国サポートセンター2
メンバーを一新して再開。黒田が出家、片倉が体調不良、勘助が殉職で登場しない。僧籍にある雪斎、大友宗麟の軍師角隈は途中で現場に赴く。新たに川田らが所属する「呪術課」が登場。
- 竹中半兵衛：山崎樹範
- 雪斎：鈴之助
- 角隈石宗：八神蓮
- 立花道雪：森戸宏明
- 川田義朗：高橋良輔

戦国サポートセンター3
冒頭で道雪が退社し、角隈も殉職で登場しない。竹中と鍋島の雑談を中心に進行。親族から嫌われている本多、過激な性格の島、目立たないが成績は良い小早川などが出演。最終回で竹中が過労死という形で終了。
- 竹中半兵衛：山崎樹範
- 川田義朗：高橋良輔
- 立花道雪：森戸宏明
- 鍋島直茂：内田朝陽
- 本多正信：林剛史
- 島左近：みのすけ
- 小早川隆景：村井良大

### 家紋を覚えよう
「この家の家紋はどうやってできたのか?」を、色々なシチュエーションで独自の解釈で紹介する。
- 真田幸村 / 今川義元（カメラマン）：青山草太
- 徳川家康：ロバート・ボールドウィン
- 小早川隆景 / 飯富虎昌 / 毛利元就：鈴之助
- 店員 / 男友達：熊本浩武
- 彼女 / モデル / 女性：沢井美優
- ナレーター：間宮康弘

取り上げられた家紋
| - 第一話 - 六文銭（真田氏） - 第二話 - 三つ葉葵（徳川氏） - 第三話 - 左三つ巴（小早川氏） | - 第四話 - 赤鳥紋（今川氏） - 第五話 - 月星紋（飯富氏） - 第六話 - 一文字三星（毛利氏） |

### 戦ハーフタイム
合戦における「小休止」を学校の部活動の試合のハーフタイムに準え、監督が作戦を伝授し来るべき「後半戦」に備えようとするコント。監督とマネージャーが共通しており、武将入場→南プロテインウォーター配る。南「私には、これぐらいしかできないから」→ミーティング→南「私にできる事は無いですか!? 私だってチームの一員です!」と絶叫。監督「お前は笑顔でチームを出迎えるだけで役に立っている」と返す。→一致団結。チームを見送る南、戻ってくる監督。と一定の芝居の展開が決まっており、マネージャー南と武将1人が恋仲である。
- 南：垣内彩未
- 監督：松永博史
- 武将（配役は下記参照）：鈴之助、村井良大、兼崎健太郎、中村龍介

|        | 題材にした戦い     | 登場武将   | 登場武将 | 登場武将 | 登場武将   |
| 鈴之助 | 題材にした戦い     | 村井       | 兼崎     | 中村     |            |
| ------ | ------------------ | ---------- | -------- | -------- | ---------- |
| 第一話 | 山崎の戦い         | 黒田官兵衛 | 中川清秀 | 堀秀政   | 池田恒興   |
| 第二話 | 金ヶ崎の戦い       | 豊臣秀吉   | 明智光秀 | 徳川家康 | 池田勝正   |
| 第三話 | 耳川の戦い         | 島津義弘   | 島津家久 | 山田有信 | 島津似久   |
| 第四話 | 小牧・長久手の戦い | 本多忠勝   | 酒井忠次 | 榊原康政 | 井伊直政   |
| 第五話 | 長篠の戦い         | 奥平信昌   | 酒井忠次 | 徳川家康 | 榊原康政   |
| 第六話 | 厳島の戦い         | 吉川元春   | 村上武吉 | 毛利隆元 | 小早川隆景 |
| 第七話 | 三方ヶ原の戦い     | 滝川一益   | 榊原康政 | 本多忠勝 | 酒井忠次   |

### うつけバーNOBU
オカマバーのママとなった織田信長と、その客とのやりとりで構成されるコント。谷口への悩み解決法を信長が起こした出来事で例える。ちなみに信長ママは既に性別適合手術を終えており、除去した局部を「ホトトギス」と称している。全6話終了後に後述する「season2」に移行した。
- ノブママ：小西遼生
- 谷口・家臣：山崎樹範
- サル：大竹浩一
- ヤッスン：田中聡元
- ミッチー：八戸亮
- 弥助：サムエル・ポップ・エニング

ほか
うつけバーNOBU season2
信長ママが去った「NOBU」に、新たにやってきた2人の店主が先代の思いを受け継ぎ、営業を再開。NOBUママと比べて、伊達ママは親が健在。子持ちで逃げてきた等と何かと問題児である。また、当時の再現映像が原哲夫調（後にマスコットキャラクターに変更）の漫画「政宗くん」に変わっている。伊達ママが母と和解、谷口と小十郎子が結ばれ終了。全8話終了後にファイナルシーズンへ移行した。
- 伊達ママ：倉貫匡弘
- 小十郎子（チーママ）：山本匠馬
- 谷口：山崎樹範
- 保春院：藤田紀子
- 愛姫：中村優
- 豊臣秀吉：大竹浩一
- 徳川家光：篠田光亮
- 支倉常長：小林健一
- ルイス・ソテロ：ダミアン・セガール

うつけバーNOBU Final Season
シーズン2から数ヶ月後のNOBU。小十郎子が辞めたため店を1人で切り盛りしていた伊達ママだったが、母を亡くしたショックで酒びたりの日々を送っていた。そんな中、ミッチーが病死し、他に行く所が無いNOBUママが戻り2人で店を復活させる。谷口は脱サラし最終回で蕎麦屋になり支店を持つまでになった。ミッチーがサルに殺された事が発覚。ノブママがサルを殺し刑務所に入った模様。伊達ママは店を閉め、家族の父に戻った。全6話。
- 伊達ママ：倉貫匡弘
- 小十郎子：山本匠馬
- 谷口：山崎樹範
- RANMARU：今野良太郎
- 織田信忠：前川紘毅

ほか

### 武士絵描き歌
肖像画に描かれている人物を絵描き歌で紹介。毎回歌詞は違うがメロディは同一。肖像画に忠実過ぎるため、実際に絵を描けるかは微妙な所。
- 作曲：カンケ　唄：東京混声合唱団

歌にされた人物
| - 第1回：武田信玄 - 第2回：本多忠勝 - 第3回：直江兼続 | - 第4回：徳川家康 - 第5回：足利義輝 - 第6回：真田昌幸 | - 第7回：黒田長政 - 第8回：池田恒興 - 第9回：島津貴久 |

### 戦国報道 戦国大名匿名告発
戦国時代の現状を匿名で報道する。
- 告発された人物

| - 第1回：細川忠興 - 今林久弥 - 第2回：宇喜多直家 - 田中聡元（ラブリーヨーヨー） - 第3回：荒木村重 - 田中聡元 - 第4回：武田信虎 - 今奈良高行 - 第5回：大友宗麟 - イチキ游子 | - 第6回：佐々成政 - 中村優 - 第7回：朝倉義景 - 三鴨絵里子 - 第8回：今川義元 - イチキ游子 - 第9回：仙石秀久 - 中村優 - 第10回：龍造寺隆信 - 三鴨絵里子 |

### お城が好き!
「城郭マニアの模型店店員・築城狂四郎と、客でやはり城郭マニアの小学生(第1回 - 3回はケンジ、第4回 - 5回はカナコ、第6回 - 7回は二人とも登場)とのやりとり」という形で、クイズを出し合い歴史上有名な城を紹介する。ドラマ『24』のパロディ。一部『プラモ狂四郎』のパロディ。ケンジ、カナコ共に母親からは城郭マニアであることを良く思われていない。第4回と第5回でカナコを相手にムキになって泣かせた築城がクビになり、第6回から店員が城堀狂四郎に代わった。なお、この企画では童友社のプラモデルが用いられている。
| - 築城狂四郎 - 山崎樹範 - ケンジの母親：中村優 - ケンジ：松田佳祐 | - カナコの母親：河村和奈 - カナコ：森下瑠子 - 城堀狂四郎 - 本多力（ヨーロッパ企画） |

紹介された城
| - 第1回：姫路城 - 第2回：熊本城 - 第3回：安土城 | - 第4回：彦根城 - 第5回：岐阜城 | - 第6回：松本城 - 第7回：大坂城 |

### 戦国保健室
学園物でケンカ（戦）で怪我した武将が保健室に行く。そこにはやさしく傷の手当てをする色っぽい（「まいっちんぐマチコ先生」風）養護教諭がおり、生徒が先生に武勇伝を語る。
- ヨウコ先生 - 三浦理恵子
- 原田 - 加藤雅人（ラブリーヨーヨー）

- ゲストの武将
  - 第1回：井伊直政 - 兼崎健太郎
  - 第2回：前田利家 - 須賀貴匡
  - 第3回：山内一豊 - 山本匠馬
  - 第4回：高山右近 - 三上俊、本多重次 - 鈴之助

### 戦国プラネタリウム
「戦国時代の歴史を現す、新発見された星座」を紹介する。
- 解説ナレーション：ささきのぞみ

紹介された星座とその星座の元になった武将
| - 第一話 - さるつかい座（織田信長、豊臣秀吉） - 第二話 - ここまで攻めてくるか座（真田幸村、徳川家康） - 第三話 - お前、追放座（織田信長、前田利家） - 第四話 - めっちゃいい奴座（石田三成、大谷吉継） | - 第五話 - 殺す気か座（前田慶次、前田利家） - 第六話 - 不死身なんですか座（前田利家） - 第七話 - あくまで呼び捨て座（柴田勝家） |

### 家康徳川の統べりたい話
『人志松本のすべらない話』のパロディで、徳川15代将軍が集合。家康がサイコロを振り、出た目の将軍が統治の自慢話を話していく。統べった話だと「統べっとるな〜」と言われる。毎回冒頭に寿里による若本規夫風のナレーションが入る。
| - 徳川家康：村井良大 - 徳川秀忠：菅野篤海 - 徳川家光：石井智也 - 徳川家綱：進藤学 - 徳川綱吉：平方元基 | - 徳川家宣：平田裕一郎 - 徳川家継：遠山悠介 - 徳川吉宗：川本成 - 徳川家重：高橋良輔 - 徳川家治：植田圭輔 | - 徳川家斉：篠田光亮 - 徳川家慶：井深克彦 - 徳川家定：長倉正明 - 徳川家茂：斉藤秀翼 - 徳川慶喜：滝口幸広 |

謙信上杉の統べりたい話
本家同様、「家康徳川」のスピンオフ企画としてスタート。上杉謙信と、米沢藩歴代当主13人中「統べりたい話」を持つ6人が参加。謙信がサイコロを振り、出た目の当主が統治の自慢話を話す。
| - 上杉謙信：山崎樹範 - 上杉景勝：平野良 - 上杉綱勝：いけだしん | - 上杉綱憲：北代高士 - 上杉重定：浅利陽介 | - 上杉鷹山：三浦力 - 上杉斉憲：八戸亮 |

### フラッシュアニメ
Bパート、Cパートのコーナー冒頭で毎回一般から送られた武将エピソードを元にしたFLASHアニメが放送された。ファーストシーズンのみのコーナーで、のぶニャがの野望（後述）もその一つ。

#### のぶニャがの野望
コーエーテクモゲームスが運営するブラウザゲーム『のぶニャがの野望』とのコラボレーションFLASHアニメ。武将など登場人物が全てネコとなっているのが特徴。

### 戦国にほえろ!
『太陽にほえろ!』のパロディ。毎回戦国武将が新人刑事として戦国署捜査一係に配属され、あっという間に殉職する。本編では『太陽にほえろ!』と『探偵物語』の劇伴を多数使用。
- 浜さん：小西遼生
- モスクワ：寿里
- ジャグジー：山本匠馬
- ハイネック：菊田大輔
- 婦警：葛西幸菜
- ボス：竹井亮介

殉職した刑事
| - 第一話：今川義元（薄化粧）- みのすけ - 第二話：明智光秀（謀反）- 岩﨑大 - 第三話：真田幸村（トナカイ）- 松田悟志 - 第四話・第五話：石田三成（験担ぎ）- 加藤和樹 | - 第六話：島左近（アイランド）- 中村龍介 - 第七話：松永久秀（罪人）- 山岸拓生（劇団拙者ムニエル） - 第八話：後藤又兵衛（ドクター）- 虎牙光輝 |

## 主なコーナーと出演者（第2期）

### 戦国盗聴バスター
ニュースの盗聴バスター企画のパロディで戦国武将の家に立ち寄り、武将と雑談を交わしながら盗聴器を見つける。
- バスター：熊本浩武
- 第1回 太田道灌：竹財輝之助 ‐ 単身者用マンション。ユニットバスの換気扇に取り付けられていた。
- 第2回 松平信康：山本匠馬 ‐ 一軒家（二世帯住宅）。居間に飾られていた刀の柄に仕掛けられていた。

### RQ
RQ（千利休）がデザイナー兼店長をつとめる、裏原宿にあるアパレルショップ『Wabi Sabi』を舞台にしたドラマで、各話の筋書きが千利休に関して現在にまで伝わっている逸話を下敷きにしている。ファッションは「わびっている」「さびっている」ことがこだわりである。しかし、オーナーのHIDEYOSHI（豊臣秀吉）には「わびっている」「さびっている」がよく分からず亀裂が生まれ、最終話にて利休の娘を紹介してもらえなかった秀吉が激怒し利休は切腹(しかし直後に利休の娘が来店した模様)。Wabi Sabiは秀吉が店長になるが客に呆れられて廃人化し、バイトが人知れず裏原を離れ町を走る所で終わる。
- RQ（千利休）：山本匠馬
- バイト：植田圭輔
- HIDEYOSHI（豊臣秀吉）：山崎樹範
- SO-Q（今井宗久）：高橋努

### 武武家
若武者2人が近所のスリーエフでゴシップ誌「武武家（BuBKE）」の立ち読みにふけり、戦国武将がフライデーされた記事を見つけ、噂話を話し合う。
| - 武将A：寿里 - 武将B：石井智也 | - 武将A：矢崎広 - 武将B：中村龍介 | - 武将A：兼崎健太郎 - 武将B：三上真史 | - 武将A：滝口幸広 - 武将B：北代高士 |

### ルイス・フロイスは見た!
宣教師ルイス・フロイスが日本で出会ったカルチャーギャップを暴露する。
- ルイス・フロイス：オジエル・ノザキ

### 戦国鍋ミュージカル OICHI
第2シーズンに入って初のドラマ。現在の日本史研究で戦国の女性は殿方に尽くしたのではなく、戦国の世にあらがい戦った烈女が多かったという解釈のもとにお市の方の人生の内浅井家滅亡までを「レディースMAX」等のレディース暴走族映画に既存の曲を替え歌で歌うミュージカル要素を加えた。主演のお市は、第2シーズン前の充電期間中に放送された『ウルトラゾーン』（前述）にタカダ・リホ隊員役で出演した高田里穂が務める。
- 音楽：カンケ
- 出演者
  - お市：高田里穂
  - 豊臣秀吉：浜野謙太
  - 織田信長：寿里
  - 浅井長政：菊田大輔
  - 濃姫：中村優
  - ニュースキャスター：イチキ游子
  - 花魁：宮城美寿々

### ヘアアーティスト毛利
尼子晴久、大内義隆と云う中国地方屈指の有名美容師を二人も擁するヘアーサロン「Aki Style」 へ無謀にも身を投じた一人の新人美容師、毛利元就が謀略の限りを尽くし、ヘアーサロン毛利を立ち上げ、中国地方No.1ヘアアーティストに成り上がるまでの物語。
毛利には「一本の毛は簡単に切れるが、三本切るのはかなりの決意がいる。それを可能にするのがヘアアーティストである。」というポリシーがある（元ネタは三子教訓状）。最終回で毛利が中国地方No.1ヘアアーティストに成り上がると、3人の子供たちにこの教えを伝えて、立派なヘアアーティストになるようにと3人にはさみを渡した。
- 出演者

| - 毛利元就：滝口幸広 - 大内義隆：三上真史 - 尼子晴久：寿里 - 尼子国久：平野良 | - スタッフA：石井智也 - スタッフB：北代高士 - スタッフC：小谷昌太郎 | - 陶晴賢：山本匠馬 - 江良房栄：井深克彦 - 厳島文香：熊澤枝里子 - 尼子義久：前山剛久 |

## ナレーション
| - 中村正 - 岡部政明 - 清川元夢 - 小野田英一 | - 脇坂京子 - 松本大 - 岩尾万太郎 - 金井昌宏 | - 古賀慶太 - 内匠靖明 - 江越彬紀 |

## 制作スタッフ
- エグゼクティブ・プロデューサー：大月俊倫
- 企画・全体構成：酒井健作
- 脚本：オークラ、安部裕之、熊本浩武、土屋亮一
- 演出：住田崇
- 企画・制作：「戦国鍋TV」普及委員会（tvk、チバテレ、テレ玉、サンテレビ）
- 制作協力：avex&EAST・国際放映
- 製作：森山敦
- プロデューサー：重富浩二（tvk）・福原直樹（tvk）・河口芳佳（tvk、第2期のみ）、梶野元延（チバテレ、第1期のみ）・小森健一郎（チバテレ、第2期のみ）、遠藤圭介（テレ玉）、那須恵太朗（サンテレビ）、船田晃（第1期のみ）、佐久間大介（第2期のみ）
- アシスタントプロデューサー：住吉剛英、田島優、前田真希、深田純
- 制作プロデューサー：座間隆司（第1期はプロデューサー）
- 協力プロデューサー：河角直樹
- 技術プロデューサー：高瀬義美
- SW：藤江雅和
- 撮影：長瀬正人
- 照明：小野村宗則、藤本潤一
- 音声：杉山直樹
- VE：田畑司
- VTR：高橋正直
- 美術プロデューサー：本田邦宏
- 美術デザイン：坪田幸之
- 美術進行：岡村正樹
- 装飾：高島寿生
- 大道具：成島好美
- TK：春日千佳子
- 記録：竹本貴久子
- 助監督：佐々木雄一
- CG：原祐樹
- 衣裳：佐藤和代
- ヘアメイク：増田佳代、長縄真弓
- かつら：小林弘美
- 持道具：山崎峻輔、長尾実由紀
- スチール：中村公泰
- 編集：大西秀明
- MA：工藤雄生
- 音響効果：土門典彰
- ダンス振付：山城陽子
- 宣伝：種子島幸（tvk）、永田陽子、矢田晶子、山里典子、林三代子、千葉裕子、井上悦子
- 監修：須賀忠芳　佐藤喜久一郎（第2期のみ）

## エンディングテーマ
| 期    | 年     | 月          | 曲名                                       | 歌手                 |
| ----- | ------ | ----------- | ------------------------------------------ | -------------------- |
| 第1期 | 2010年 | 4月 - 6月   | 炎のたからもの                             | 高橋洋子             |
| 第1期 | 2010年 | 4月 - 6月   | コブラ                                     | 高橋洋子             |
| 第1期 | 2010年 | 4月 - 6月   | 愛はブーメラン                             | 高橋洋子             |
| 第1期 | 2010年 | 4月 - 6月   | 残酷な天使のテーゼ 2009VERSION             | 高橋洋子             |
| 第1期 | 2010年 | 7月 - 9月   | 恋のやまあらし                             | PUFFY                |
| 第1期 | 2010年 | 10月 - 12月 | （月代わり）                               | クレイジーケンバンド |
| 第1期 | 2011年 | 1月 - 3月   | （月代わり）                               | サンボマスター       |
| 第1期 | 2011年 | 4月 - 6月   | ぶたぶた                                   | ユニコーン           |
| 第1期 | 2011年 | 7月 - 9月   | 向日葵に恋をした                           | キマグレン           |
| 第2期 | 2012年 | 4月 - 7月   | 日本人                                     | 氣志團               |
| 第2期 | 2012年 | 7月 - 9月   | 世界でいちばん熱い夏（平成レコーディング） | PRINCESS PRINCESS    |
| 第2期 | 2012年 | 7月 - 9月   | Diamonds                                   | PRINCESS PRINCESS    |
| 第2期 | 2012年 | 7月 - 9月   | SEVEN YEARS AFTER                          | PRINCESS PRINCESS    |

## ネット局

### 第1期（2010年4月 - 2011年9月放送分）
2011年9月に制作局4局（tvk・チバテレ・テレ玉・サンテレビ）での本放送は終了し、『戦国★男士』の放送に移っている。現在は各ローカル局での放送のみである。放送局は2013年7月現在で、放送終了した局も含め全27局となっていて、系列を問わず全国で放送されている。
| 放送対象地域  | 放送局                          | 放送期間                      | 放送日時                                 | 系列              | 備考 |
| ------------- | ------------------------------- | ----------------------------- | ---------------------------------------- | ----------------- | --- |
| 神奈川県      | テレビ神奈川 （tvk）            | 2010年4月6日 - 2011年9月24日  | 土曜 22時30分 - 23時00分                 | 独立協 共同制作局 | 幹事局 2011年3月までは火曜23時00分 - 23時30分に放送 |
| 千葉県        | 千葉テレビ放送 （CTC/チバテレ） | 2010年4月7日 - 2011年9月30日  | 金曜 24時00分 - 24時30分                 | 独立協 共同制作局 | 2011年3月までは水曜 25時00分 - 25時30分に放送。 2011年6月18日からは土曜20時00分 - 20時30分に第1回から再放送開始。 派生番組に関しては後述。                      |
| 兵庫県        | サンテレビジョン （SUN-TV）     | 2010年4月10日 - 2011年10月1日 | 土曜 24時00分 - 24時30分                 | 独立協 共同制作局 | リピート放送あり 2011年3月までは土曜 23時55分 - 24時25分に放送                                                                                                  |
| 埼玉県        | テレビ埼玉 （TVS/テレ玉）       | 2010年4月10日 - 2011年9月26日 | 月曜 23時30分 - 24時00分                 | 独立協 共同制作局 | リピート放送あり 2011年3月までは木曜 23時00分 - 23時30分に放送                                                                                                  |
| 北海道        | 北海道テレビ放送 （HTB）        | 2010年6月5日 - 7月25日        | 不定期放送                               | テレビ朝日系列    | 第8回まで |
| 北海道        | 北海道テレビ放送 （HTB）        | 2010年8月15日 - 2010年9月26日 | 日曜 25時45分 - 26時15分                 | テレビ朝日系列    | |
| 北海道        | 北海道テレビ放送 （HTB）        | 2010年10月4日 - 2011年9月26日 | 月曜 25時15分 - 25時45分                 | テレビ朝日系列    | |
| 北海道        | 北海道テレビ放送 （HTB）        | 2011年10月2日 - 2012年3月18日 | 月曜 25時30分 - 26時00分                 | テレビ朝日系列    | 前日にHTBローカルのプロ野球中継が16:00を超えて延長があった場合は放送できなかった16:00-17:25のネット番組を時差放送する関係上休止となり、翌週以降に繰り越される。 |
| 山形県        | さくらんぼテレビ （SAY）        | 2010年8月1日 - 2011年5月22日  | 日曜 14時25分 - 14時55分                 | フジテレビ系列    | |
| 山形県        | さくらんぼテレビ （SAY）        | 2011年7月10日 - 2013年6月17日 | 日曜 24時25分 - 24時55分                 | フジテレビ系列    | |
| 福島県        | 福島放送 （KFB）                | 2010年8月6日 - 2011年9月25日  | 日曜 25時00分 - 25時30分                 | テレビ朝日系列    | |
| 福島県        | 福島放送 （KFB）                | 2011年10月4日 - 2012年3月27日 | 火曜 25時50分 - 26時20分                 | テレビ朝日系列    | |
| 福島県        | 福島放送 （KFB）                | 2012年4月3日 - 2012年5月1日   | 火曜 25時20分 - 25時50分                 | テレビ朝日系列    | |
| 静岡県        | 静岡放送 （SBS）                | 2010年10月1日 - 2012年4月13日 | 金曜 26時10分 - 26時40分                 | TBS系列           | |
| 宮城県        | 東北放送 （TBC）                | 2011年1月9日 - 2012年7月22日  | 日曜 24時55分 - 25時25分                 | TBS系列           | |
| 福岡県        | 九州朝日放送 （KBC）            | 2011年1月11日 - 2011年3月29日 | 火曜 26時20分 - 26時50分                 | テレビ朝日系列    | 第1回から第10回放送、約9ヶ月遅れ |
| 福岡県        | 九州朝日放送 （KBC）            | 2011年5月6日 - 2012年4月6日   | 金曜 25時56分 - 26時26分                 | テレビ朝日系列    | 毎月最終金曜は休止。 最終金曜以外も休止することがあり、遅れの差が広がっていた 第42回をもって打ち切り                                                            |
| 福岡県        | TVQ九州放送 （TVQ）             | 2013年4月2日 - 9月24日        | 火曜 26時05分 - 26時35分                 | テレビ東京系列    | 第53回から放送。第2期と併せて1つの番組とみなされており、9月24日の放送は最終回扱いとならず、翌週から第2期第1回の放送に入った。                                   |
| 岩手県        | IBC岩手放送 （IBC）             | 2011年1月16日 - 2012年8月26日 | 日曜 25時00分 - 25時30分                 | TBS系列           | |
| 熊本県        | 熊本県民テレビ （KKT）          | 2011年3月3日 - 2013年2月21日  | 木曜 25時15分 - 25時45分                 | 日本テレビ系列    | |
| 大分県        | 大分朝日放送 （OAB）            | 2011年4月2日 -                | 土曜 26時00分 - 26時30分                 | テレビ朝日系列    | 月1回（基本的に第1土曜）は月刊!ホークス放送のため休止。 遅れの差が広がっている(2013年7月13日現在76回を放送)。 第1回から放送、約1年遅れ                          |
| 富山県        | 富山テレビ （BBT）              | 2011年4月2日 - 2012年11月7日  | 水曜 25時45分 - 26時15分                 | フジテレビ系列    | 第1回から放送、約1年遅れ |
| 岡山県 香川県 | 西日本放送 （RNC）              | 2011年4月5日 - 2012年3月27日  | 火曜 26時04分 - 26時34分                 | 日本テレビ系列    | 第1回から放送、約1年遅れ 第49回をもって打ち切り |
| 福井県        | 福井テレビ （FTB）              | 2011年4月7日 - 2012年10月11日 | 木曜 24時40分 - 25時10分                 | フジテレビ系列    | 第1回から放送、約1年遅れ |
| 長崎県        | 長崎文化放送 （NCC）            | 2011年4月7日 - 2012年5月24日  | 木曜 25時25分 - 25時55分                 | テレビ朝日系列    | 第1回から放送、約1年遅れだったが、未放送分が多々有り、2012年5月で第1期分終了                                                                                    |
| 石川県        | 北陸朝日放送 （HAB）            | 2011年4月7日 - 2012年12月11日 | 木曜 25時50分 - 26時20分                 | テレビ朝日系列    | 第1回から放送、約1年遅れ |
| 鹿児島県      | 鹿児島放送 （KKB）              | 2011年4月14日 - 2012年9月29日 | 木曜 25時15分 - 25時45分                 | テレビ朝日系列    | 第1回から放送、約1年遅れ |
| 鹿児島県      | 鹿児島放送 （KKB）              | 2012年10月6日 - 2013年2月7日  | 木曜 25時45分 - 26時15分                 | テレビ朝日系列    | 第1回から放送、約1年遅れ |
| 中京広域圏    | 中部日本放送 （CBC）            | 2011年4月19日 - 2012年11月6日 | 火曜 25時25分 - 26時00分                 | TBS系列           | 第1回から放送、約1年遅れ |
| 広島県        | 広島テレビ放送 （HTV）          | 2011年7月4日 - 2011年9月26日  | 月曜 25時29分 - 25時59分                 | 日本テレビ系列    | 第1回から放送、約1年3ヶ月遅れ |
| 広島県        | 広島テレビ放送 （HTV）          | 2011年10月4日 - 2012年4月17日 | 火曜 25時04分 - 25時34分                 | 日本テレビ系列    | |
| 広島県        | 広島テレビ放送 （HTV）          | 2012年4月26日 - 2012年7月5日  | 木曜 26時13分 - 26時38分                 | 日本テレビ系列    | 第52回まで |
| 広島県        | 広島テレビ放送 （HTV）          | 2013年2月5日 -                | 火曜 25時59分 - 26時29分                 | 日本テレビ系列    | |
| 新潟県        | 新潟テレビ21 （UX）             | 2011年8月5日 - 2012年7月6日   | 金曜 25時45分 - 26時45分 （2回連続放送） | テレビ朝日系列    | 第1回から毎週2回連続放送、約1年4ヶ月遅れ。2012年3月末までは金曜 25時25分 - 26時25分に放送されており、放送期間全てを通して毎月最終金曜は休止していた。           |
| 山口県        | 山口朝日放送 （yab）            | 2011年10月7日 -               | 金曜 25時34分 - 26時04分                 | テレビ朝日系列    | 約1年6ヶ月遅れ。毎月最終金曜は休止 |
| 青森県        | 青森テレビ （ATV）              | 2012年10月2日 -               | 火曜 24時25分 - 24時55分                 | TBS系列           | 第1回から放送 |
| 山梨県        | テレビ山梨 （UTY）              | 2012年10月16日 -              | 火曜 25時25分 - 25時55分                 | TBS系列           | 第1回から放送 |
| 高知県        | 高知さんさんテレビ （KSS）      | 2013年7月2日 -                | 火曜 26時10分 - 26時40分                 | フジテレビ系列    | 第1回から放送 |

### 第2期（2012年4月 - 9月放送分）
| 放送対象地域 | 放送局                          | 放送期間                       | 放送日時                                | 系列              | 備考                |
| ------------ | ------------------------------- | ------------------------------ | --------------------------------------- | ----------------- | ------------------- |
| 神奈川県     | テレビ神奈川 （tvk）            | 2012年4月21日 - 2012年9月29日  | 土曜 22時30分 - 23時00分 （同時ネット） | 独立協 共同制作局 | 幹事局              |
| 千葉県       | 千葉テレビ放送 （CTC/チバテレ） | 2012年4月21日 - 2012年9月29日  | 土曜 22時30分 - 23時00分 （同時ネット） | 独立協 共同制作局 |                     |
| 埼玉県       | テレビ埼玉 （TVS/テレ玉）       | 2012年4月23日 - 2012年10月1日  | 月曜 23時30分 - 24時00分                | 独立協 共同制作局 |                     |
| 兵庫県       | サンテレビジョン （SUN-TV）     | 2012年4月21日 - 2012年9月29日  | 土曜 24時00分 - 24時30分                | 独立協 共同制作局 |                     |
| 北海道       | 北海道テレビ放送 （HTB）        | 2012年4月29日 - 2012年11月18日 | 月曜 25時30分 - 26時00分                | テレビ朝日系列    |                     |
| 静岡県       | 静岡放送 （SBS）                | 2012年5月4日 - 2012年11月2日   | 金曜 26時10分 - 26時40分                | TBS系列           |                     |
| 福島県       | 福島放送 （KFB）                | 2012年5月8日 - 2012年10月16日  | 火曜 25時20分 - 25時50分                | テレビ朝日系列    |                     |
| 長崎県       | 長崎文化放送 （ncc）            | 2012年5月31日 - 2012年9月27日  | 木曜 25時25分 - 25時55分                | テレビ朝日系列    | ネット終了          |
| 山形県       | さくらんぼテレビ （SAY）        | 2012年6月24日 - 2013年2月3日   | 日曜 24時25分 - 24時55分                | フジテレビ系列    |                     |
| 宮城県       | 東北放送 （TBC）                | 2012年7月29日 - 2013年2月3日   | 日曜 24時55分 - 25時25分                | TBS系列           |                     |
| 岩手県       | IBC岩手放送 （IBC）             | 2012年9月2日 - 2013年3月10日   | 日曜 25時00分 - 25時30分                | TBS系列           |                     |
| 新潟県       | 新潟テレビ21 （UX）             | 2012年10月7日 - 2013年4月21日  | 日曜 25時30分 - 26時00分                | テレビ朝日系列    |                     |
| 福井県       | 福井テレビ （FTB）              | 2012年10月18日 - 2013年4月11日 | 木曜 24時45分 - 25時15分                | フジテレビ系列    | 第102回をもって終了 |
| 中京広域圏   | 中部日本放送 （CBC）            | 2012年11月13日 - 2013年5月28日 | 火曜 25時25分 - 26時00分                | TBS系列           |                     |
| 石川県       | 北陸朝日放送 （HAB）            | 2012年12月18日 - 2013年7月9日  | 火曜 26時05分 - 26時35分                | テレビ朝日系列    |                     |
| 鹿児島県     | 鹿児島放送 （KKB）              | 2013年2月14日 -                | 木曜 25時45分 - 26時15分                | テレビ朝日系列    |                     |
| 富山県       | 富山テレビ （BBT）              | 2013年5月1日 -                 | 水曜 25時45分 - 26時15分                | フジテレビ系列    |                     |
| 福岡県       | TVQ九州放送 （TVQ）             | 2013年10月1日 - 2014年3月18日  | 火曜 26時05分 - 26時35分                | テレビ東京系列    |                     |
| 群馬県       | 群馬テレビ (GTV)                | 2015年10月2日 -                | 金曜 19:00 - 19:30                      | 独立協            |                     |

### 備考
- チバテレでは本放送とは別に、番宣を兼ねて『戦国鍋TV天気予報』（5分間）を放送することがある（当該期間は通常の天気予報枠のほぼ全てを『戦国鍋TV天気予報』に置き換える）。2010年11月15日 - 12月末まではMUSIC TONIGHTの浅井三姉妹を背景にした天気予報。2011年6月-7月は第2期の浅井三姉妹を背景にした天気予報を放送していた。天気予報を表示するため、「戦国動画」の演出は行われない。また、第2期の浅井三姉妹のメンバーである未莉・知念が出演する『ハピはぴ・モーニング〜ハピモ〜』では、2011年7月に高校野球県予選の対戦カード紹介のバックミュージックとして「アザイドロップ」が使用された。
- 2010年末に放送された2時間スペシャルはtvk・チバテレ・テレ玉・サンテレビの他、IBC岩手放送・福井テレビ・三重テレビ・テレビ長崎でも放送。2011年末には再放送が行われ、tvk・テレ玉・サンテレビの他（今回はチバテレの放送なし）、さくらんぼテレビジョン・東北放送・福島放送・新潟テレビ21・九州朝日放送・大分朝日放送でも放送された。
- サンテレビでは2011年1月8日 - 2月26日まで2話連続で放送される。
- 2011年末に放送された2時間スペシャルはtvk・チバテレ・テレ玉・サンテレビの他、福井テレビでも放送。
- 長崎文化放送では約1年遅れのネット開始であったが、出演者（MUSIC TONIGHTのMC）の親族企業が番組スポンサーだったため、その出演者の未出演回分は未放送。第2期は出演者卒業によりネット終了。
- 富山テレビ放送では2012年9月29日を最後に土曜 26時10分 - 26時40分から水曜 25時45分 - 26時15分（2012年10月3日から）へと放送時間が変更された。

## 舞台

### 『新春戦国鍋祭〜あんまり近づきすぎると斬られちゃうよ〜』
2011年1月7日 - 16日、サンシャイン劇場にて、1月23日、梅田芸術劇場 シアター・ドラマシティにて開催。
タイトルは『新春戦国鍋祭〜あんまり近づきすぎると斬られちゃうよ〜』が正しいが、『大江戸鍋祭（サブタイトル略）』開催についての報道などでは『新春戦国鍋祭〜あんまり近すぎちゃうと斬られちゃうよ〜』と誤植されている

#### 第一部：殿！お時間です！
- 脚本 - 穴吹一朗
- 演出 - 板垣恭一

キャスト

- 前田利家 - 相葉弘樹
- 石田三成 - 鈴之助
- 村井長頼 - 青山草太
- 明智光秀 - 小林且弥
- 黒田官兵衛 - 寿里
- 中川光秀 - 平田裕一郎
- 小西行長 - 井深克彦
- 織田信長 - 岩﨑大（Studio Life）
- 大谷吉継 - 前川紘毅
- 森蘭丸 - 今野良太郎
- 七本槍 - 小谷昌太郎
- 佐久間盛政 - 小林健一（動物電気）
- 丹羽長秀 - 富岡晃一郎
- 池田恒興 - 髙木俊
- 柴田勝政 - 佐藤貴史
- 吾助 - 佐藤匠／平岡拓真（Wキャスト）
- 宣教師 - 篠崎友（とくお組）
- 京極高次 - 中村崇
- 語り部 - 大堀こういち
- 豊臣秀吉 - 村井良大
- 又吉 - 石井智也
- 柴田勝家 - 大和田獏
- 足利義昭 - 穴吹一朗

#### 第二部　ミュージックトゥナイト！
MC - うしろシティ
出演ユニット

天正遣欧少年使節（連日出演）
- 伊東マンショ - 相葉弘樹
- 千々石ミゲル - 村井良大
- 中浦ジュリアン - 井深克彦
- 原マルチノ - 今野良太郎

SHICHIHON槍（10日15時回、11・13日19時回のみ）
- ふくくん - 相葉弘樹
- かとくん - 平方元基
- かーくん - 村井良大
- わきくん - 五十嵐麻朝
- ひらくん - 平田裕一郎（11日19時回のみ 矢崎広）
- かすくん - 氏家拓朗
- かたくん - 中村龍介

浅井三姉妹（連日出演）
- キャスト回替わり

#### 備考
これに前後して、音楽CDや関連グッズ、書籍も発売された（関連商品参照）。特に音楽CDはオリコンの週間チャートで10位を獲得し、製作サイドも「思いがけない売れ行き」と語っており、一時品切れ状態になっている。

### 『新たに舞い降りた天正遣欧少年使節〜お洒落なラフォーレでヴィバれ！イベント〜』
2011年10月5日 - 8日、ラフォーレミュージアム原宿にて開催。
作／演出 - 徳尾浩司
キャスト
- 千々石ミゲル - 村井良大
- 伊東マンショ - 辻本祐樹
- 原マルチノ - 白又敦
- 中浦ジュリアン - 健人
- ヴァリニャーノ神父 - 大堀こういち

加藤啓、佐藤貴史、鈴木規史、金子学（うしろシティ）、阿諏訪泰義（うしろシティ）

### 『大江戸鍋祭〜あんまりはしゃぎ過ぎると討たれちゃうよ〜』
2011年12月23日 - 26日、明治座にて、12月31日、梅田芸術劇場 メインホールにて開催。

#### 1部　芝居「最後の最後に忠臣蔵」
脚本 - 穴吹一朗
演出 - 板垣恭一
キャスト
- 柳沢吉保 - 三上真史
- 浅野内匠頭 - 矢崎広
- 徳川綱吉 - 村井良大
- 毛利小平太 - 中村龍介
- 不破数右衛門 - 小林且弥
- 寺坂吉右衛門 - 滝口幸広
- 片岡源吾 - 大山真志
- 萱野三平 - 白又敦
- 大石主税 - 丸山隼
- 岡野金右衛門 - 井深克彦
- 武林唯七 - 二瓶拓也
- 浅野大学 - 五十嵐麻朝
- 矢頭右衛門七 - 井澤勇貴
- 間十次郎 - 上村龍之介
- 直陰 - 平田裕一郎
- 高田郡兵衛 - 寿里
- 上杉綱憲 - 長倉正明
- 清水一学 - 小谷昌太郎
- 小林平八郎 - 佐藤貴史
- 東山天皇 - 小林健一
- 吉良上野介 - 岩崎大 ※崎は、山に立に可
- 堀部安兵衛 - 兼崎健太郎
- 近松門左衛門 - 石井智也
- 町医者（Wキャスト） - 山崎樹範 ／ 平方元基（23・24日：平方、25・26・31日：山崎）
- 大石内蔵助 - 大和田獏

#### 2部　「元禄夢宴〜大江戸SAMBAで無ト〜」
元禄生態　生類アワレンジャー
5人のヒーローが江戸を守る！！
江戸の生き物全てを守り慈しむ5人のメンバーによる
全ての者たちへのラブソング
「僕たちと生類哀れもう！」
- アワレンレッド（徳川綱吉） - 村井良大
- アワレンブルー（柳沢吉保） - 三上真史
- アワレンイエロー（牧野成貞） - 滝口幸広
- アワレンピンク（隆光） - 井深克彦
- アワレンブラック（林信篤） - 中村龍介

松の廊下走り隊7
松の廊下をダッシュして！殿が一大事！！
あの日起きた事件をダンサブルに歌い踊る7人ユニット 
「殿、殿中でござる」
- リーダー - 矢崎広
- げんげん - 大山真志
- さんちゃん - 白又敦
- えもやん - 井澤勇貴
- ちからっち - 丸山隼
- たけばやし - 二瓶拓也
- 兄の弟 - 五十嵐麻朝

KIRA  feat. 近松門左衛門
吉良家一同＋陛下による聖歌隊ユニット
（ハンドベル＋独唱：近松門左衛門
「これが大人の漢の挽歌」
- 近松門左衛門 - 石井智也
- 吉良様 - 岩崎大 ※崎は山に立に可
- 若様 - 長倉正明
- 陛下 - 小林健一
- 小林 - 佐藤貴史
- 清水 - 小谷昌太郎
- マエストロ - 平田裕一郎

YASUBEI and GUNBEI
あの江戸急進派の2人が歌う最高の生き様！
前から奴らがやってくる！
「お前もよければ今から一緒に討ちに行こうか」
- YASUBEI - 兼崎健太郎
- GUNBEI - 寿里

## ライブ
「MUSIC TONIGHT」から派生したライブイベント。

### 『戦国鍋TVまさかの1周年記念調子に乗ってCDまで出しちゃいますライブ』
2011年5月11日、関内ホールにて開催。
出演（MUSIC TONIGHTと同じ配役）
- SHICHIHON槍
- 天正遣欧少年使節（千々石ミゲル，原マルチノは欠席）
- 兵衛’z
- 利休七哲（高山右近，芝山監物は欠席）
- 堺衆
- 浅井三姉妹　チームA2
- 信長と蘭丸

### 『戦国鍋TV〜tvkに40年の歴史あり! 祝ってみせようホトトギスLIVE〜』
2012年10月20日、横浜赤レンガパークにて開催。
スペシャルゲストとして、2012年4月-7月に当番組のEDを担当していた氣志團が出演。

### 『戦国鍋TVライブツアー 〜武士ロックフェスティバル2013〜』
2013年1月、Zepp東京（東京）及びZeppなんば大阪で開催。
このライブツアーの模様は、同年3月 - 5月にかけて、共同制作4局それぞれ別の時間で特番枠を設けて放送した。
出演者（敬称略,通常コーナーと同じ出演者は名前の後ろに＊がつく。）
SHICHIHON槍
|                                             |  |                                                                |  |                                           |
| - 福島正則：間宮祥太朗 - 加藤清正：小池亮介 |  | - 加藤嘉明：加藤真央 - 脇坂安治：服部翼 - 平野長泰：小谷昌太郎 |  | - 糟屋武則：北代高士 - 片桐且元：長倉正明 |

天正遣欧少年使節
|                                                       |  |                                                     |
| - 伊東マンショ：相葉裕樹＊ - 千々石ミゲル：村井良大＊ |  | - 原マルチノ：前田公輝 - 中浦ジュリアン：井深克彦＊ |

兵衛’z'
|                          |  |                      |
| - 竹中半兵衛：相葉裕樹＊ |  | - 黒田官兵衛：寿里＊ |

堺衆
|                                                     |  |                                             |  |                                           |
| - 津田宗及：村井良大＊ - 呂宋助左衛門：兼崎健太郎＊ |  | - 松江隆仙：小谷昌太郎 - 今井宗久：北代高士 |  | - 小西隆佐：服部翼 - 茜屋宗佐：井深克彦＊ |

利休七哲
|                                                                |  |                                           |  |                                                                            |
| - 蒲生氏郷：三上真史 - 細川忠興：平野良＊ - 芝山監物：石井智也 |  | - 牧村利貞：小谷昌太郎＊ - 高山右近：寿里 |  | - 瀬田掃部：進藤学 - 古田織部：加藤真央 - 蒲生氏郷：北代高士（一日目のみ） |

浅井三姉妹
|                                                      |  |                                                          |  |                                                        |
| チームA - 茶々：森咲樹 - 初：佐藤綾乃 - 江：新井愛瞳 |  | チームZ - 茶々：古川小夏 - 初：佐保明梨 - 江：仙石みなみ |  | チームI - 茶々：仙石みなみ - 初：古川小夏 - 江：関根梓 |

信長と蘭丸
|                        |  |                      |
| - 織田信長：村井良大＊ |  | - 森蘭丸：鈴木拡樹＊ |

徳川15代将軍
| |  | |  | |
| - 徳川家康：村井良大＊ - 徳川秀忠：兼崎健太郎 - 徳川家光：石井智也＊ - 徳川家綱：進藤学＊ - 徳川綱吉：相葉裕樹 |  | - 徳川家宣：鈴木拡樹 - 徳川家継：間宮祥太朗 - 徳川吉宗：平野良 - 徳川家重：前田公輝 - 徳川家治：植田圭輔＊ - 徳川家斉：加藤真央 |  | - 徳川家慶：井深克彦＊ - 徳川家定：長倉正明＊ - 徳川家茂：前山剛久 - 徳川慶喜：三上真史 - 徳川慶喜：北代高士（一日目のみ） |

ももいろゴタイロー
|                                               |  |                      |  |                                               |
| - 前田利家：植田圭輔＊ - 徳川家康：井深克彦＊ |  | - 毛利輝元：服部翼＊ |  | - 宇喜多秀家：小池亮介＊ - 上杉景勝：福本有希 |

ホトきんトリオ
|                                         |  |                                                     |
| - 織田信長：平野良 - 豊臣秀吉：三上真史 |  | - 徳川家康：寿里＊ - 豊臣秀吉：進藤学（一日目のみ） |

AKR四十七フィーチャリング吉良（間光興のみ欠席）
| |  |                                                                                  |  |                                                                                             |
| - 大石内蔵助：村井良大＊ - 堀部安兵衛：間宮祥太朗＊ - 大高源吾：前田公輝＊ - 原惣右衛門：井深克彦＊ |  | - 大石主税：前山剛久＊ - 片岡源五右衛門：福本有希＊ - 岡野金右衛門：小谷昌太郎＊ |  | - 不破正種：服部翼＊ - 奥田重盛：植田圭輔＊ - 吉田兼亮：加藤真央＊ - 吉良上野介：鈴木拡樹＊ |

幕✕JAPAN（二日目にシークレットゲストとして出演）
|                                           |  |                        |  |                                                 |
| - 大久保利通：矢崎広＊ - 坂本龍馬：寿里＊ |  | - 桂小五郎：前山剛久＊ |  | - 高杉晋作：間宮祥太朗＊ - 西郷隆盛：中村龍介＊ |

天草四郎と島原DE乱れ隊
|                        |  |                              |  |                        |
| - 天草四郎：相葉裕樹＊ |  | - 大矢野松右衛門：村井良大＊ |  | - 森宗意軒：加藤真央＊ |

奥カラ
|                                                 |  |                                                              |  |                                             |
| - お楽の方：仙石みなみ＊ - お万の方：佐藤綾乃＊ |  | - お伝の方：関根梓＊ - 桂昌院：森咲樹＊ - 月光院：新井愛瞳＊ |  | - お美代の方：古川小夏＊ - 絵島：佐保明梨＊ |

VTRメッセージ
- 幕✕JAPAN（勝海舟）：井深克彦（二日目にシークレットゲストとして出演）
- RQ（千利休）：山本匠馬（初日にシークレットゲストとして出演）＊
- 毛利元就：滝口幸広（二日目のエンディングにもシークレットゲストとして配役は無しにて出演）＊

MC
|                  |  |              |
| - うしろシティ＊ |  | - 栗林さみ＊ |

## 関連商品

### DVD
- 戦国鍋TV〜なんとなく歴史が学べる映像〜（キングレコード）
  - 壱（2010年08月25日）KIBF-782
  - 弐（2010年09月22日）KIBF-783
  - 参（2010年10月27日）KIBF-784
  - 四（2010年11月26日）KIBF-785
  - 伍（2010年12月22日）KIBF-786
  - 六（2011年01月26日）KIBF-787
  - 七（2011年02月23日）KIBF-788
  - 八（2011年03月23日）KIBF-789
  - 九（2011年04月27日）KIBF-790
  - 拾（2011年05月25日）KIBF-791
  - 拾壱（2011年07月27日）KIBF-894
  - 拾弐（2011年08月24日）KIBF-895
  - 拾参（2011年09月21日）KIBF-896
  - 拾四（2011年10月26日）KIBF-897
  - 拾伍（2011年10月26日）KIBF-898（初回限定版KIBF-90898）
  - 再出陣!壱（2012年7月11日）KIBF-1071（以後の「再出陣!」は、番組第2期の放送分を収録したもの）
  - 再出陣!弐（2012年8月8日）KIBF-1072
  - 再出陣!参（2012年9月5日）KIBF-1073
  - 再出陣!四（2012年10月10日）KIBF-1074
  - 再出陣!伍（2012年11月7日）KIBF-1075
  - 再出陣!六（2012年12月5日）KIBF-1076
  - 再出陣!七（2013年1月9日）KIBF-1077
  - 再出陣!八（2013年2月6日）KIBF-1078
  - 戦国鍋TVライブツアー～武士ロックフェスティバル2013～（2013年5月8日）

### ブルーレイ
- 戦国鍋TV〜なんとなく栄光と伝説への旅立ち〜Blu-ray BOX（2015年12月16日）KIXF-340 - 348
- 戦国鍋TV〜令和の乱〜Blu-ray BOX（2020年8月26日）KIXF-823 - 831

### CD
| #   | タイトル                                       | 作詞     | 作曲       | 編曲   | 時間 |
| --- | ---------------------------------------------- | -------- | ---------- | ------ | ---- |
| 1.  | 「シズガタケの七本槍 / SHICHIHON槍」           | 安部裕之 | 奥村愛子   | 安部潤 | 1:48 |
| 2.  | 「GO!天正遣欧少年使節 / 天正遣欧少年使節」     | 安部裕之 | 奥村愛子   | 安部潤 | 2:42 |
| 3.  | 「べー･アンベシャス / 兵衛'z」                 | 安部裕之 | 奥村愛子   | 安部潤 | 2:26 |
| 4.  | 「エブリデイ儲かんでい! / 堺衆」               | 安部裕之 | 奥村愛子   | 安部潤 | 3:56 |
| 5.  | 「たぶん利休七哲 / 利休七哲」                  | 安部裕之 | 奥村愛子   | 安部潤 | 3:33 |
| 6.  | 「AZAISM / 浅井三姉妹チームA」                 | 安部裕之 | 奥村愛子   | 安部潤 | 2:56 |
| 7.  | 「AZAISM / 浅井三姉妹チームZ」                 | 安部裕之 | 奥村愛子   | 安部潤 | 2:56 |
| 8.  | 「AZAISM / 浅井三姉妹チームI」                 | 安部裕之 | 奥村愛子   | 安部潤 | 2:57 |
| 9.  | 「敦盛2011 / 信長と蘭丸」                      | 安部裕之 | 奥村愛子   | 安部潤 | 3:38 |
| 10. | 「シズガタケの七本槍 (オリジナルカラオケ)」    |          |            |        | 1:47 |
| 11. | 「GO!天正遣欧少年使節 (オリジナルカラオケ)」   |          |            |        | 2:42 |
| 12. | 「べー･アンベシャス (オリジナルカラオケ)」     |          |            |        | 2:27 |
| 13. | 「エブリデイ儲かんでい! (オリジナルカラオケ)」 |          |            |        | 3:55 |
| 14. | 「たぶん利休七哲 (オリジナルカラオケ)」        |          |            |        | 3:32 |
| 15. | 「AZAISM (オリジナルカラオケ)」                |          |            |        | 2:57 |
| 16. | 「敦盛2011 (オリジナルカラオケ)」              |          |            |        | 3:39 |
| 17. | 「OSAKA-GAKUEN HIGHSCHOOL (ボーナストラック)」 | 熊本浩武 | KUBOTA AKI |        | 2:48 |

| #   | タイトル                                                                 | 作詞     | 作曲     | 編曲   | 時間 |
| --- | ------------------------------------------------------------------------ | -------- | -------- | ------ | ---- |
| 1.  | 「シズガタケの七本槍 / SHICHIHON槍」                                     | 安部裕之 | 奥村愛子 | 安部潤 | 1:48 |
| 2.  | 「GO!天正遣欧少年使節 / 天正遣欧少年使節」                               | 安部裕之 | 奥村愛子 | 安部潤 | 2:42 |
| 3.  | 「エブリデイ儲かんでい! / 堺衆」                                         | 安部裕之 | 奥村愛子 | 安部潤 | 3:55 |
| 4.  | 「敦盛2011 / 信長と蘭丸」                                                | 安部裕之 | 奥村愛子 | 安部潤 | 3:39 |
| 5.  | 「アザイドロップ / 浅井三姉妹チームA2」                                  | 安部裕之 | 奥村愛子 | 安部潤 | 2:59 |
| 6.  | 「アザイドロップ / 浅井三姉妹チームZ2」                                  | 安部裕之 | 奥村愛子 | 安部潤 | 2:59 |
| 7.  | 「アザイドロップ / 浅井三姉妹チームI2」                                  | 安部裕之 | 奥村愛子 | 安部潤 | 2:59 |
| 8.  | 「ボクに取られてみまTENCA? / ホトきんトリオ」                            | 安部裕之 | 奥村愛子 | 安部潤 | 2:58 |
| 9.  | 「シズガタケの七本槍 (アコースティックバージョン)」                      |          |          |        | 3:13 |
| 10. | 「シズガタケの七本槍 (オリジナルカラオケ)」                              |          |          |        | 1:48 |
| 11. | 「GO!天正遣欧少年使節 (オリジナルカラオケ)」                             |          |          |        | 2:42 |
| 12. | 「エブリデイ儲かんでい! (オリジナルカラオケ)」                           |          |          |        | 3:55 |
| 13. | 「敦盛2011 (オリジナルカラオケ)」                                        |          |          |        | 3:39 |
| 14. | 「アザイドロップ (オリジナルカラオケ)」                                  |          |          |        | 2:59 |
| 15. | 「ボクに取られてみまTENCA? (オリジナルカラオケ)」                        |          |          |        | 2:58 |
| 16. | 「シズガタケの七本槍 (アコースティックバージョン) (オリジナルカラオケ)」 |          |          |        | 3:11 |

| #   | タイトル | 作詞     | 作曲     | 編曲   | 時間 |
| --- | --- | -------- | -------- | ------ | ---- |
| 1.  | 「べー･アンベシャス / 兵衛'z」 | 安部裕之 | 奥村愛子 | 安部潤 | 2:27 |
| 2.  | 「たぶん利休七哲 / 利休七哲」 | 安部裕之 | 奥村愛子 | 安部潤 | 3:34 |
| 3.  | 「AZAISM / 浅井三姉妹チームA」 | 安部裕之 | 奥村愛子 | 安部潤 | 2:57 |
| 4.  | 「AZAISM / 浅井三姉妹チームZ」 | 安部裕之 | 奥村愛子 | 安部潤 | 2:57 |
| 5.  | 「AZAISM / 浅井三姉妹チームI」 | 安部裕之 | 奥村愛子 | 安部潤 | 2:57 |
| 6.  | 「BAKUFUって統べろう! / 徳川15代将軍」 | 安部裕之 | 奥村愛子 | 安部潤 | 4:39 |
| 7.  | 「ガギグゲゴタイロー / ももいろゴタイロー」 | 安部裕之 | 奥村愛子 | 安部潤 | 2:34 |
| 8.  | 「ラブレター from 戦国 〜SHICHIHON槍 ver.〜 (ボーナストラック) / SHICHIHON槍」                                                                                  | 安部裕之 | 奥村愛子 | 安部潤 | 4:26 |
| 9.  | 「メドレー AZAISM / AZAISM / AZAISM / べー･アンベシャス / シズガタケの七本槍 (ダイジェスト) / 浅井三姉妹チームA、浅井三姉妹チームZ、浅井三姉妹チームI、兵衛'z」 |          |          |        | 2:03 |
| 10. | 「べー･アンベシャス (オリジナルカラオケ)」 |          |          |        | 2:26 |
| 11. | 「たぶん利休七哲 (オリジナルカラオケ)」 |          |          |        | 3:33 |
| 12. | 「AZAISM (オリジナルカラオケ)」 |          |          |        | 2:57 |
| 13. | 「BAKUFUって統べろう! (オリジナルカラオケ)」 |          |          |        | 4:39 |
| 14. | 「ガギグゲゴタイロー (オリジナルカラオケ)」 |          |          |        | 2:32 |
| 15. | 「ラブレター from 戦国 (オリジナルカラオケ)」 |          |          |        | 4:24 |

| #   | タイトル                                           | 作詞     | 作曲     | 編曲   | 時間 |
| --- | -------------------------------------------------- | -------- | -------- | ------ | ---- |
| 1.  | 「討ちたいんだ / AKR四十七 feat.吉良」             | 安部裕之 | 奥村愛子 | 安部潤 | 2:41 |
| 2.  | 「Endless錦 / 幕×JAPAN」                           | 安部裕之 | 奥村愛子 | 安部潤 | 3:44 |
| 3.  | 「シマバラン伝説 / 天草四郎と島原DE乱れ隊」        | 安部裕之 | 奥村愛子 | カンケ | 3:25 |
| 4.  | 「ミスターのお手つきJumpin' / 時代劇少女奥カラ」   | 安部裕之 | カンケ   | カンケ | 3:03 |
| 5.  | 「ゲンロク･アコージケン / AKR四十七 feat.吉良」    | 安部裕之 | 奥村愛子 | 安部潤 | 3:12 |
| 6.  | 「討ちたいんだ (オリジナルカラオケ)」              |          |          |        | 2:40 |
| 7.  | 「Endless錦 (オリジナルカラオケ)」                 |          |          |        | 3:44 |
| 8.  | 「シマバラン伝説 (オリジナルカラオケ)」            |          |          |        | 3:25 |
| 9.  | 「ミスターのお手つきJumpin' (オリジナルカラオケ)」 |          |          |        | 3:03 |
| 10. | 「ゲンロク･アコージケン (オリジナルカラオケ)」     |          |          |        | 3:10 |

### 書籍
- なんとなく歴史が学べる 戦国鍋TV辞典（2011年4月25日、武田ランダムハウスジャパン）ISBN 978-4-27-000638-2
- 戦国鍋TV読本（2011年5月19日、コスミック出版）
- 戦国鍋TVビジュアルBOOK（2012年10月、扶桑社）ISBN 978-4-594-06699-4

### その他
Tシャツ・ストラップ・シュシュ

## 戦国炒飯TV 〜なんとなく歴史が学べる映像〜

### 概要
「戦国鍋TV」の製作スタッフが再結集し、新たに製作委員会方式で放送する歴史教養バラエティ番組である。そのため「戦国鍋TV」とは異なり、tvk・チバテレ・テレ玉・サンテレビで放送されたがいずれも製作局としてはクレジットされておらず、各局のプロデューサーも関わっておらずクレジットされていない。
当初は2020年7月に放送開始する予定だったが、Covid-19の感染拡大に伴う製作スケジュール調整のため、同年8月からの放送となった。

### 主なコーナー紹介・出演者

#### MUSIC TONIGHT（戦国炒飯TV）
歌唱コーナー。メンバーたちがピックアップアーティストとして活躍する。戦国鍋TVの同名コーナーとほぼ同じ構成である。

##### MC
- かが屋
- 高橋優実

##### うつけ坂49
織田信長の小姓で結成されためちゃくちゃ気が利くアイドルグループ。歌唱曲は「黒い小姓」。元ネタはアイドルグループ「欅坂46」。全10話放送。
雛壇の1列目に座る事ができる5人のメンバーの「天下ファイブ」（天下布武とかけている）と、2列目以降に座る「選抜メンバー」に分かれており、毎週にかけて選抜発表が行われている。更には天下ファイブの中でも1人のみが「センター」となり、ほかメンバーとは別格の待遇を受けている。また選抜メンバーの下にはテレビ出演のできない「アンダーメンバー」が存在するが3人しかいない。毎回、トークコーナーでは毎週の選抜発表を反映した席順でメンバーは座っており、回を追うごとに天下ファイブメンバーと選抜メンバーでの入れ替えなど、選抜内での順位の入れ替えはあったが、アンダーメンバーとの入れ替えはなかった。最終回となる第10話では第1話と同じ席順となっていた。
戦となれば主君を守るために戦う使命があり、武芸に秀でている必要がある一方、プロデューサーである織田信長の恋人的な役割も持っているのでルックスも大事とされている。そのためにメンバー全員が織田信長と関係を持っていることが仄めかされている。
第8・9話では「DOCUMENTARY of うつけ坂49」と題して、オーディションやレッスンなどの裏側を追った映像が放送され、スタジオでのトークや歌唱シーンは放送されなかった。
| - 森蘭丸 - 木津つばさ - 長谷川秀一 - 山崎大輝 - 堀秀政 - 橋本祥平 - 前田利家 - 滝澤諒 - 拾阿弥 - 深澤大河 - 種田亀 - 露口祐斗 - 伊藤彦作 - 大海将一郎 - 久々利亀 - 大原海輝 | - 狩野又九郎 - 輝山立 - 落合小八郎 - 奥井那我人 - 森力丸 - 廣野凌大 - 森坊丸 - 長江崚行 - 金森義入 - 吉田大輝 - 小河愛平 - 糠信泰州 - 菅屋角蔵 - 中西智也 - 魚住勝七 - 中島拓人 | - 武田喜太郎 - 溝口雄大 - 大塚又一郎 - 松村優 - 薄田与五郎 - 園村将司 - 今川孫二郎 - 新納侃 - 祖父江孫 - 足利至 - 山田弥太郎 - 青山凱 - 飯河宮松 - 杉昇真 |

プロデューサー
- 織田信長 - 加藤将

信長の部下（スタッフ）
- 明智光秀 - 松田隼太
- 柴田勝家 - 木ノ下藤吉
- 羽柴秀吉 - 今井英二

##### 信プレックス
武田信玄と上杉謙信の2人組ユニット。歌唱曲は「シンゲン ケンシン」。元ネタは吉川晃司と布袋寅泰のユニット「COMPLEX」の楽曲「BE MY BABY」。全6話放送。
第1回はトークコーナーに登場しなかった。その後も信玄・謙信の片方ずつしか登場しなかったり、影武者が登場したりと続き、結局二人が揃って登場するのは最後の第6話だった。
- 武田信玄 - バーンズ勇気
- 上杉謙信 - 西川俊介

##### 不用心
武田勝頼、北条氏政、今川氏真による3人組ユニット。歌唱曲は「不用心」。元ネタは「クイズ!ヘキサゴンII」内のユニット「羞恥心」。全5話放送。
有名な戦国武将を父に持ち（コーナーの始めの紹介の部分では「2世武将」と言われている）、「実家を滅亡させた」3人がユニットを組んでいる。ユニットを組む前には、戦国炒飯TVの別コーナー「古田織部のひょうげ御殿」の2世武将特集で3人とも出ていた。また、武田勝頼の姉が北条氏政と結婚しており、北条氏政の姉が今川氏真と結婚していることから3人は親戚同士であることが、第三話で明かされる。
- 武田勝頼 - 鈴木志遠
- 北条氏政 - 副島和樹
- 今川氏真 - 吉田大輝

##### 真田パンプキン
大坂の陣で豊臣軍の中心戦力として大活躍した真田幸村と、幸村を支える真田十勇士で結成されたユニット。歌唱曲は「ジュー!ユー！シ！」。元ネタはDA PUMPのU.S.A.。全6話放送。
真田十勇士は創作のキャラクターであるために、MCには名前を一人一人覚えなくてもいいと言っている。また、真田幸村はよく真田十勇士を実在しないとして弄っている。
| - 真田幸村 - 池田航 - 穴山小助- 露口祐斗 - 海野六郎 - 青木悠 - 筧十蔵 - 宮澤佑 | - 霧隠才蔵 - 小川史記 - 猿飛佐助 - 髙﨑俊吾 - 三好伊三入道 - 大海将一郎 - 三好清海入道 - 森タクト | - 根津甚八 - 小栗諒 - 望月六郎 - 鈴木祐大 - 由利鎌之助 - 中島拓斗 |

##### 未出演のアーティスト
一部はYouTubeチャンネルにて登場している。詳細は#MUSIC TONIGHT TIGERを参照。
| 話数           | 話数   | アーティスト / 楽曲                               |
| -------------- | ------ | ------------------------------------------------- |
| うつけ坂49     | 第一話 | King 能「風姿花伝」                               |
| うつけ坂49     | 第二話 | 三本マスター「世界はそれを毛利と呼ぶんだぜ」      |
| うつけ坂49     | 第三話 | Official 付け髭ダンディズム「関白宣言」           |
| うつけ坂49     | 第四話 | 愛みょん「家康は話を聴かない」                    |
| うつけ坂49     | 第五話 | 西南乃風「純恋歌」                                |
| うつけ坂49     | 第六話 | T.江戸.レボリューション「寛政のレボリューション」 |
| うつけ坂49     | 第七話 | T.江戸.レボリューション「天保のレボリューション」 |
| うつけ坂49     | 第八話 | なし                                              |
| うつけ坂49     | 第九話 | なし                                              |
| うつけ坂49     | 第十話 | 不利eeeeeN「キセキ」                              |
| 信プレックス   | 第一話 | 紀尾井坂47「明治政府の不協和音」                  |
| 信プレックス   | 第二話 | 田原坂46「もうここらでよか」                      |
| 信プレックス   | 第三話 | SHICHIHON槍「解散してもいい頃」                   |
| 信プレックス   | 第四話 | 三代目 J-奥羽 BROTHERS「C.H.U.S.O.N.J.I」         |
| 信プレックス   | 第五話 | ヤバイTea屋さん「わびTea」                        |
| 信プレックス   | 第六話 | ヤバイTea屋さん「さびTea」                        |
| 不用心         | 第一話 | IZ*HAN「藩主変わりすぎ」                          |
| 不用心         | 第二話 | 壱与「壱与はまだ16だから」                        |
| 不用心         | 第三話 | SEKAI NO 尾張「うつけナイト」                     |
| 不用心         | 第四話 | 舟舟舟「城オープン」                              |
| 不用心         | 第五話 | Ta-iCE「もう一度聞き取って」                      |
| 真田パンプキン | 第一話 | Hey!She!JUMP「壇ノ浦」                            |
| 真田パンプキン | 第二話 | 梟雄デンボンバー「由由しくて」                    |
| 真田パンプキン | 第三話 | 入鹿「大化の改新」                                |
| 真田パンプキン | 第四話 | なし                                              |
| 真田パンプキン | 第五話 | 大友宗麟「宗麟と呼ばないで」                      |
| 真田パンプキン | 第六話 | なし                                              |

#### 古田織部のひょうげ御殿
古田織部がMCを務める、トークコーナー。毎回爆笑エピソードトークが繰り広げられる。
- 古田織部 - 辻本耕志

第1回・第2回：謀反しちゃった武将・されちゃった武将
- 松永久秀 - 水野直
- 織田信長 - 君沢ユウキ
- 陶晴賢 - 佐奈宏紀
- 宇喜多直家 - 松本卓也
- 大内義隆 - 岩上隼也
- 浦上宗景 - 深澤大河

第3回・第4回：大坂 夏の陣・冬の陣
- 上杉景勝 - 松村泰一郎
- 後藤又兵衛 - 岩澤晶範
- 佐竹義重 - 森タクト
- 伊達政宗 - 宮澤佑
- 長宗我部盛親 - 沢井正棋
- 毛利勝永 - 池田航

第5回〜第7回：二世武将
- 今川氏真 - 吉田大輝
- 武田勝頼 - 鈴木志遠
- 北条氏政 - 副島和樹
- 上杉景勝 - 松村泰一郎
- 斎藤竜興 - 東拓海
- 徳川秀忠 - 水野リューミン

第8回・第9回：石田三成大好き・大嫌い武将
- 大谷吉継 - 西野太盛
- 加藤清正 - 武子直輝
- 島左近 - 清水優
- 直江兼続 - ぽんず
- 福島正則 - 青木悠
- 細川忠興 - 木ノ下藤吉

#### 戦国武将がよく来るキャバクラ（戦国炒飯TV）
都内某所にひっそりと存在する伝説のキャバクラに知名度の低い戦国武将がお忍びで来店する。今宵だけは武将たちの自慢話を披露する。
- キャバクラ嬢 - アサヌマ理紗
- 常連客 - 沢井正棋
- ボーイ - 永峰優

ゲストの武将
1. 小田氏治 - 渡辺いっけい
2. 徳川秀忠 - 福士誠治
3. 福島正則 - 飯田基祐
4. 母里友信 - 板橋駿谷
5. 可児才蔵 - 諏訪太朗
6. 鳥居強右衛門 - 金井勇太
7. 山上宗二 - 辻本耕志
8. 名古屋山三郎 - 青柳尊哉

#### 戦フリースタイル
戦国武将たちがフリースタイルラップで実際の合戦をモチーフにしたMCバトルを繰り広げる。
武将ラッパーはチャレンジャーとモンスターに分かれており、チャレンジャーが先行・後攻を決めることができる。ジャッジは審査員一人の判定で勝敗が決まる。チャレンジャーに対し防衛側のMCが「モンスター」と呼ばれており、元ネタのTV番組「フリースタイルダンジョン」で同じような呼称が使われている。
| - 織田信長 - 武子直輝 - 足利義輝 - ジェントル - 大友宗麟 - バーンズ勇気 - 島津義久 - 廣野凌大 | - 毛利元就 - 谷佳樹 - 陶晴賢 - 小川史記 - 尼子義久 - 菅野大地 - 佐竹義重 - 西野太盛 | - 伊達政宗 - 井澤勇貴 - 蘆名義広 - 矢島愛弥 - 明智光秀 - 髙﨑俊吾 | - 羽柴秀吉 - 岸本勇太 - 柴田勝家 - 高田誠 - 徳川家康 - 佐川大樹 |

題材にした戦いと登場武将
括弧内はモンスター、チャレンジャーの順。
| - 第一話 - 耳川の戦い（大友宗麟、島津義久） - 第二話 - 厳島の戦い（陶晴賢 、毛利元就） - 第三話 - 第2次月山富田城の戦い（毛利元就、尼子義久） - 第四話 - 人取橋の戦い（伊達政宗、佐竹義重） | - 第五話 - 摺上原の戦い（伊達政宗、蘆名義広） - 第六話 - 山崎の戦い（明智光秀、羽柴秀吉） - 第七話 - 賤ヶ岳の戦い（羽柴秀吉、柴田勝家） - 第八話 - 小牧・長久手の戦い（羽柴秀吉、徳川家康） |

#### まげガール
「うつけバーNOBU」の跡地に新たにオープンしたバーで繰り広げられる、兵衛ママと客のやり取りで構成されるコント。
| - 兵衛ママ - 永岡卓也 - 沙希 - 小池里奈 - さくもっこり - 根岸拓哉 - にわ〜ん - 吉田ウーロン太 | - べぇはん - 西野太盛 - じゅんじゅん - 奥田夢叶 - まちゃひさ - 松本卓也 - ばーよし - 深澤大河 | - さんすけ - 池田航 - サマリナ・サッサ - 沢井正棋 - みっちー - 佐奈宏紀 |

#### 元気すぎる居酒屋
とある居酒屋での朝礼の様子を描いている。テロップで、戦国ドキュメンタリー、元気すぎる居酒屋「○○○○（店名）」に密着と書いているように、ドキュメンタリー番組の密着取材風に作られている。
第1回：びしゃもんてん
上杉氏をモチーフとした居酒屋。店長は上杉謙信。
- 上杉謙信 - 金城大和
- 上杉景勝 - 露口祐斗
- 直江兼続 - TAKA（CUBERS）
- 柿崎景家 - 辻凌志朗

第2回：どくがんりゅう
伊達氏をモチーフとした居酒屋。店長は伊達政宗、副店長は片倉景綱。
- 伊達政宗 - 君沢ユウキ
- 鬼庭綱元 - 中嶋海央
- 片倉景綱 - 近藤廉
- 伊達成実 - 西野太盛

第3回：じろうさぶろう
徳川氏をモチーフとした居酒屋。店長は徳川家康。
- 徳川家康 - 永岡卓也
- 井伊直政 - 奥田夢叶
- 榊原康政 - 宇田川宰
- 本多忠勝 - 武田一馬
- 松平信康 - 桑畑亨成

第4回：やがさんぼん
毛利氏をモチーフとした居酒屋。店長は毛利元就。
- 毛利元就 - 谷佳樹
- 吉川元春 - 吉田大輝
- 小早川隆景 - 西川俊介
- 毛利隆元 - 深澤大河
- 毛利輝元 - 中西智也

#### 戦国マッチングアプリ ブシーズ
女性2人が武士と出会えるマッチングアプリ、ブシーズを見ながら武将について話し合う。
なお、女性キャストについては役名が設定されていない。
- メドウズ舞良
- 古田愛理

ゲストの武将
1. 太田資正 - 滝澤諒
2. 細川幽斎 - 成田マイケル理希
3. 伊達政宗 - バーンズ勇気
4. 徳川家康 - 大原海輝

#### 戦国ロボ（戦国炒飯TV）
戦国鍋TV時代同様、昭和のロボットアニメのオープニング風に戦国武将を紹介している。
1. 魔王転生 織田信長
2. 逆転評価 石田三成
3. 超頭脳軍師 黒田官兵衛
4. 超時空待機 真田幸村

#### サウザンド利休の戦国WABISABIもてなしショッピング
サウザンド利休こと、千利休がカリスマ実演販売士となって、さまざまな商品を紹介していくコーナー。フォーマットは戦国鍋TV時代の戦国ショッピングと同様である。
- サウザンド利休 - 谷佳樹
- アシスタント - 敷波美保
- 織田信長 - 加藤将

母衣を紹介するVTRで登場。キャスト、ビジュアル共にうつけ坂49の織田信長と同一である。

#### 戦国校歌
戦国武将の逸話を校歌にして歌うコーナー。映像は全編イラストで、甲子園で勝利した高校が校歌を歌う様子のオマージュとなっている。
歌唱するのは戦国合唱団。
1. 私立真田昌幸実業高等部
2. 県立酒井忠次商業高校
3. 県立斎藤道三学園高校

戦国合唱団
- 高田誠
- 露口祐斗
- 橋本祥平
- 廣野凌大

#### 戦国勧誘員
豊臣秀吉が武将たちを喫茶店で勧誘する。
- 豊臣秀吉[28] - 吉田ウーロン太

勧誘された武将
1. 伊集院忠棟 - 辻本耕志
2. 藤堂忠虎 - 佐奈宏紀
3. 石川数正 - ぽんず
4. 竹中半兵衛 - 木津つばさ

#### 戦国ヨーガ
戦国時代の戦いを題材にしたヨガ。
- 川中島の戦い
- 三方ヶ原の戦い
- 上田合戦

### スタッフ（戦国炒飯TV）
- 全体構成 - 酒井健作
- 脚本 - 安部裕之、熊本浩武、土屋亮一
- コンセプトデザイン - ニイルセン
- 監督 - 住田崇
- 音楽制作 - キングレコード
- 制作プロダクション - ディアステージ
- 制作協力 - TIA[29]、スマイトピクチャーズ[30]
- 企画・製作 - 「戦国炒飯TV」推進委員会

### エンディングテーマ（戦国炒飯TV）
「それってつまり」
コレサワが歌う第1クールエンディングテーマ。
「アオイノウタ」
sajiが歌う第2クールエンディングテーマ。

### ネット局（戦国炒飯TV）
| 放送期間                                          | 放送時間                                                                           | 放送局       | 対象地域 | 備考                  |
| ------------------------------------------------- | ---------------------------------------------------------------------------------- | ------------ | -------- | --------------------- |
| 2020年8月2日 - 12月27日 2020年12月29日 - 12月30日 | 日曜 1:00 - 1:30（土曜深夜・第1話 - 第22話） 両日 20:00 - 21:00（第23話 - 最終話） | TOKYO MX     | 東京都   |                       |
|                                                   |                                                                                    | BS11         | 日本全域 | BS放送 / 『ANIME+』枠 |
| 2020年8月3日 -                                    | 月曜 23:30 - 火曜 0:00                                                             | テレ玉       | 埼玉県   |                       |
| 2020年8月7日 - 2021年2月19日                      | 金曜 0:00 - 0:30（木曜深夜）                                                       | チバテレ     | 千葉県   |                       |
| 2020年8月7日 - 10月2日 2020年10月4日 -            | 金曜 1:20 - 1:50（木曜深夜） 日曜 23:55 - 月曜 0:25                                | 北海道テレビ | 北海道   |                       |
| 2020年8月8日 -                                    | 土曜 22:30 - 23:00                                                                 | tvk          | 神奈川県 |                       |
| 2020年10月6日 -                                   | 火曜 1:20 - 1:50（月曜深夜）                                                       | 鹿児島放送   | 鹿児島県 |                       |
|                                                   | 火曜 21:30 - 22:00                                                                 | サンテレビ   | 兵庫県   |                       |
| 2020年12月6日 - 2021年6月27日 2021年6月28日       | 日曜 1:28 - 1:58（土曜深夜・第1話 - 第25話） 月曜 1:10 - 1:40（日曜深夜・最終話）  | 新潟放送     | 新潟県   |                       |

| 配信期間        | 配信時間        | 配信サイト                                                     |
| --------------- | --------------- | -------------------------------------------------------------- |
| 2020年8月2日 -  | 日曜 12:00 更新 | U-NEXT                                                         |
| 2020年8月4日 -  | 火曜 19:00 更新 | TSUTAYA TV                                                     |
| 2020年8月5日 -  | 水曜 0:00 更新  | Amazonビデオ ビデオマーケット FOD クランクイン!ビデオ ミレール |
| 2020年8月6日 -  | 木曜 0:00 更新  | ひかりTV                                                       |
| 2020年8月9日 -  | 日曜 1:00 更新  | GYAO!                                                          |
| 2020年8月26日 - | 水曜 0:00 更新  | Rakuten TV                                                     |

### 関連商品（戦国炒飯TV）

#### BD・DVD
| 巻 | 発売日        | 収録話                  | 規格品番 | 規格品番  |
| 巻 | 発売日        | 収録話                  | BD       | DVD       |
| -- | ------------- | ----------------------- | -------- | --------- |
| 壱 | 2020年10月7日 | 第一話 - 第三話         | KIXF-832 | KIBF-1827 |
| 弐 | 2020年11月4日 | 第四話 - 第六話         | KIXF-833 | KIBF-1828 |
| 参 | 2020年12月2日 | 第七話 - 第九話         | KIXF-834 | KIBF-1829 |
| 四 | 2021年1月13日 | 第十話 - 第十二話       | KIXF-835 | KIBF-1830 |
| 伍 | 2021年2月10日 | 第十三話 - 第十五話     | KIXF-836 | KIBF-1831 |
| 六 | 2021年3月10日 | 第十六話 - 第十八話     | KIXF-837 | KIBF-1832 |
| 七 | 2021年4月14日 | 第十九話 - 第二十二話   | KIXF-838 | KIBF-1833 |
| 八 | 2021年5月12日 | 第二十三話 - 第二十六話 | KIXF-839 | KIBF-1834 |

#### CD
| 発売日        | タイトル                                       | 規格品番  | 収録曲                                                                                  | 順位               |  |
| ------------- | ---------------------------------------------- | --------- | --------------------------------------------------------------------------------------- | ------------------ |  |
| 2021年1月13日 | 戦国炒飯TV 全曲集 〜なんとなく歴史が学べるCD〜 | KICS-3961 | \| # \| タイトル \| 作詞 \| 作曲 \| 編曲 \| \| - \| -------- \| ---- \| ---- \| ---- \| | 発売前につき未公開 |  |
|               |                                                |           |                                                                                         |                    |  |
| #             | タイトル                                       | 作詞      | 作曲                                                                                    | 編曲               |  |

### YouTubeチャンネル
テレビ放送の最新回をコーナーごとにわけて更新している他、YouTube限定の動画も更新している。各回動画の前後に番組マスコットキャラクターの兼続くん（棒づかい人形。声 - 岡咲美保）による解説が入る。

#### MUSIC TONIGHT TIGER
テレビ版同様、歴史上の人物をモデルにしたアーティストが登場する。
テレビ版と異なり、MCは兼続くんである。
初回配信日には制作が間に合わず、戦国鍋TV時代からMUSIC TONIGHTの作曲を担当している奥村愛子歌唱のリミックスメドレーが公開された。
King能
能の大家である観阿弥・世阿弥親子によるユニット。歌唱曲は「風姿花伝」。元ネタはKing Gnu。テレビ放送の第1回でうつけ坂49の登場前に名前のみ紹介されていた。第2弾では「風姿花伝 スムースラップVer.」「花鏡」を歌唱。
- 世阿弥 - 佐奈宏紀
- 観阿弥 - 廣野凌大

Official付け髭男dism
豊臣秀吉を中心に結成されたユニット。歌唱曲は「Tsuketender」。元ネタはOfficial髭男dism。テレビ放送の第3回でうつけ坂49の登場前に名前のみ紹介されていた。
- 豊臣秀吉 - 岸本勇太
- 豊臣秀長 - 滝澤諒
- 千利休 - 露口祐斗
- 石田三成 - 園村将司

旅人
本作では珍しいソロ歌手。元ネタは瑛人。歌唱曲は「宴会」。
- 大伴旅人 - 木津つばさ
- 坂上郎女 - ANNA

Shikinago
女性二人組ラップ・デュオ。元ネタはchelmico。歌唱曲は「いと・をかし」
- 紫式部 - 的場華鈴（虹のコンキスタドール）
- 清少納言 - 根本凪（虹のコンキスタドール、でんぱ組.inc）

僧スクリーム
男性三人組ヒップホップユニット。元ネタはSOUL SCREAM。歌唱曲は「念仏ジャム2020」
- 法然 - 高田誠
- 親鸞 - 井澤勇貴
- 一遍 - バーンズ勇気

ChoshU
S.Y.Moushiがプロデュースする、長州藩士達によるアイドルグループ。元ネタはNiziU。歌唱曲は「Make you 崛起(くっき)」
- 高杉晋作（SHIN）- 滝澤諒
- 久坂玄瑞（GEN）- 白柏寿大
- 吉田稔麿（MARO）- 谷水力
- 入江九一（KUICHI）- 池田航
- 伊藤博文（BUMI）- 松村優
- 前原一誠（BARA）- 小川史記
- 山田顕義（AKIYOSHI）- 大城ベイリ
- 山縣有朋（ARI）- 星元裕月
- 天野清三郎（ZABU）- 入江海斗

その他
- S.Y.Moushi - 阿部亮平
- 文(S.Y.Moushiの妹) - 鹿目凛

TENKA FIVE
うつけ坂49のセンター格「天下ファイブ」の5名を独立させたユニット。メンバーはアプリ「.yell Live」でのオーディションで新たに選出された。歌唱曲は「You are 天下布武ボーイ」「黒い小姓(TENKA FIVE ver.)」。
| - RANMARU - 吉田知生 - HIDEKAZU - 森遼 | - HIDEMASA - 山下晃季 - INUCHIYO - 藤井雅文 | - JYU-AMI - 青山Ray春翔 |

#### 60日後にしぬ信長と蘭丸
一部の話を除き、ほぼアニメで構成される。キャストは「うつけ坂49」と同じ。この二人による「敦盛2021」も公開されている。
- 織田信長 - 加藤将
- 森蘭丸 - 木津つばさ

#### ボクらの戦国時代
「ボクらの時代」のパロディ。さまざまなくくりによる3人の人物が登場し、トークが行われる。
- 細川政元 - 深澤大河
- 大内義隆 - 谷水力
- 今川氏真 - 沢井正棋
- 淀殿 - 成瀬瑛美
- 日野富子 - アサヌマ理紗
- 北条政子 - 小池里奈
- 片倉重長 - 君沢ユウキ
- 名古屋山三郎 - 土屋シオン
- 高坂昌信 - 藤希宙
- 島津義弘 - 稲垣成弥
- 服部正成 - 髙﨑俊吾
- 長宗我部元親 - 星元裕月
- 斎藤道三 - 谷佳樹
- 佐久間信盛 - 宮澤佑
- 武田信虎 - 横山真史
- 福島正則 - 沢井正棋
- 伊達政宗 - 井澤勇貴
- 本多忠朝 - 松本卓也
- 妙林尼 - 天音みほ
- 甲斐姫 - 中村守里
- 巴御前 - 護あさな
- 大友宗麟 - 水野直
- 太田資正 - 佐奈宏紀
- 上杉景勝 - 松村泰一郎

くくり
1. 戦国三愚人 - 細川政元・大内義隆・今川氏真
2. 日本三大悪女 - 淀殿・日野富子・北条政子
3. イケメン武将 - 片倉重長・名古屋山三郎・高坂昌信
4. 鬼武将 - 島津義弘・服部正成・長宗我部元親
5. 戦力外通告武将 - 斎藤道三・佐久間信盛・武田信虎
6. お酒で失敗しちゃった武将 - 福島正則・伊達政宗・本多忠朝
7. 戦で活躍女子 - 妙林尼・甲斐姫・巴御前
8. ペット大好き武将 - 大友宗麟・太田資正・上杉景勝